# Ledringhem
Ne doit pas être confondu avec Ledinghem, une commune du département du Pas-de-Calais.
Ledringhem [lədʁɛ̃ɡɛm] est une commune française située dans le département du Nord, en région Hauts-de-France.
Ledringhem a été fondée à l'époque des Gaulois, puis, comme beaucoup de communes du Nord, a connu une histoire mouvementée du Moyen Âge à la Révolution française. Elle a été impliquée dans les deux conflits mondiaux du XXe siècle et a été durement éprouvée durant l'épisode de la campagne de France en 1940.
C'est maintenant un petite commune rurale, connaissant un renouveau récent de sa démographie.

## Géographie
C'est un village de type village-rue situé dans un coude le long de la route de Wormhout / d'Arnèke (D 55). Cette route passe du nord-est au sud-ouest à peu près au centre du territoire. Le cœur du village se situe au tiers le plus à l'ouest de son parcours.

### Situation

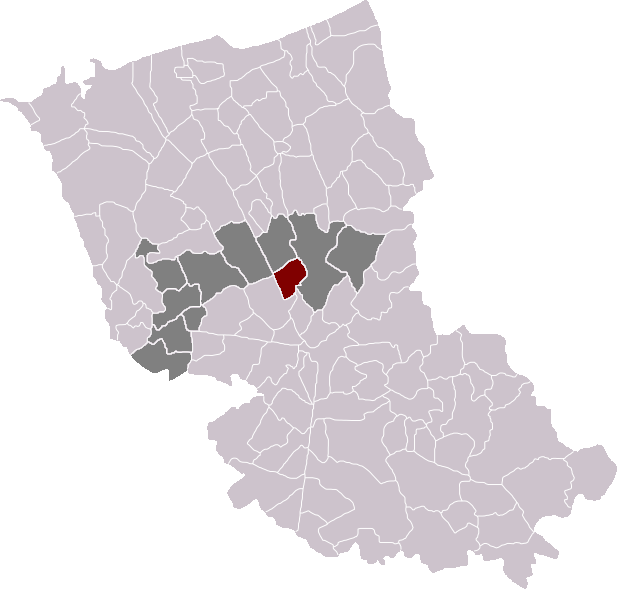
Ledringhem dans son canton et son arrondissement.

Le village de Ledringhem est ainsi à une trentaine de kilomètres de la mer du Nord et de la côte des dunes de Flandres. Il se situe à une dizaine de kilomètres au nord des monts de Cassel et des Récollets. Il est localisé entre l'Yser passant un peu plus au nord et son affluent, la Peene Becque, limite sud du village.
Ledringhem se situe dans le Westhoek, une région transfrontalière belgo-française dans la province de Flandre-Occidentale (Région flamande) et le département du Nord (région Hauts-de-France), située entre la mer du Nord, la Lys au sud et l’Aa, à l'ouest. Il est à une dizaine de kilomètres de la frontière avec la Belgique à l'est et de la commune belge de Poperinge.
Situé en Flandre française, dans la partie appelée le Houtland (« Pays du Bois », avec les villes de Cassel et de Hazebrouck), le village se situe à environ 4 km de la petite ville de Wormhout. C'est l'une des 45 communes du canton de Wormhout. Le dernier découpage cantonal date de 2014. Il est entré en vigueur au 1er janvier 2015.
Le village se situe à environ 30 km de la ville de Dunkerque. Le village est, depuis octobre 2020, l'une des 66 communes (positionné dans la couronne) de l'aire d'attraction de Dunkerque (anciennement aire urbaine de Dunkerque). C'est également l'une des 111 communes de l'arrondissement de Dunkerque.

### Communes limitrophes
Le territoire communal jouxte les terres des communes et dépendances d'Arnèke, d'Esquelbecq, de Wormhout, de Zegerscappel et de Zermezeele.

### Limites du village

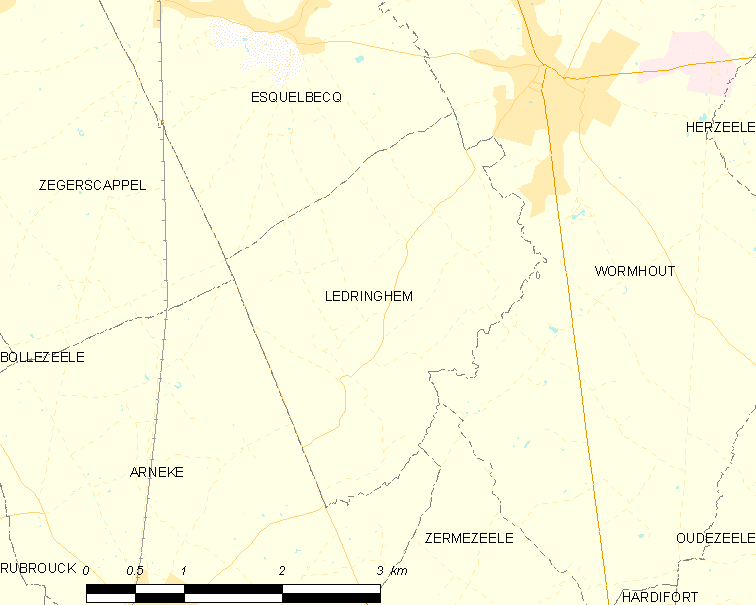

La rivière Peene Becque est la limite sud entre Ledringhem, Arnèke et Zermezeele. C'est aussi la limite au sud-est avec Wormhout jusqu'à ce que cette limite ne devienne une ligne en travers d'un champ entre la rue des postes et la rue de la Forge. La limite nord-est avec Wormhout est la rue Louis Patoor. La limite à l'ouest avec Arnèke et Zegerscappel est la Voie romaine (D 52). La limite nord avec Esquelbecq est le chemin de Rubrouck.
Ledringhem a grossièrement la forme d'un quadrilatère convexe d'environ trois kilomètres sur trois, disposé avec un angle d'environ 30° par rapport au nord. Les limites nord et ouest (le chemin de Rubrouck et la voie romaine) sont à angle droit. Ce sont des routes qui sont droites. Les limites sud et est (la Peene Becque et la limite avec Wormhout) sont très irrégulières. La Peene Becque possède deux méandres au milieu de son cours sur la commune. Elle fait un angle droit au niveau du coin sud-est de la commune (lieu-dit Coin de l'est). La limite à l'est avec Wormhout est marquée par deux indentations, la première longeant un méandre de la Penne Becque, la seconde étant de forme rectangulaire au milieu des champs.
Les limites est et ouest sont grossièrement parallèles, alors que les limites nord et sud le sont beaucoup moins.

### Altitude
Les terrains du village ont une pente orientée du nord-ouest au sud-est. Leur altitude varie de 26 m au coin nord-ouest au croisement de la voie romaine et du chemin de Rubrouck, au lieu-dit « La Potence » à 11 m au sud-est au niveau de la Peene Becque, au lieu-dit « Coin de l'Est ».

### Climat
Pour des articles plus généraux, voir Climat des Hauts-de-France et Climat du Nord.
En 2010, le climat de la commune est de type climat océanique altéré, selon une étude du CNRS s'appuyant sur une série de données couvrant la période 1971-2000. En 2020, Météo-France publie une typologie des climats de la France métropolitaine dans laquelle la commune est exposée à un climat océanique et est dans la région climatique  Côtes de la Manche orientale, caractérisée par un faible ensoleillement (1 550 h/an) ; forte humidité de l’air (plus de 20 h/jour avec humidité relative > 80 % en hiver), vents forts fréquents. 
Pour la période 1971-2000, la température annuelle moyenne est de 10,6 °C, avec une amplitude thermique annuelle de 14 °C. Le cumul annuel moyen de précipitations est de 748 mm, avec 12,7 jours de précipitations en janvier et 8,4 jours en juillet. Pour la période 1991-2020, la température moyenne annuelle observée sur la station météorologique la plus proche, située sur la commune de Steenvoorde à 11 km à vol d'oiseau, est de 11,2 °C et le cumul annuel moyen de précipitations est de 727,8 mm,. Pour l'avenir, les paramètres climatiques de la commune estimés pour 2050 selon différents scénarios d'émission de gaz à effet de serre sont consultables sur un site dédié publié par Météo-France en novembre 2022.

## Environnement

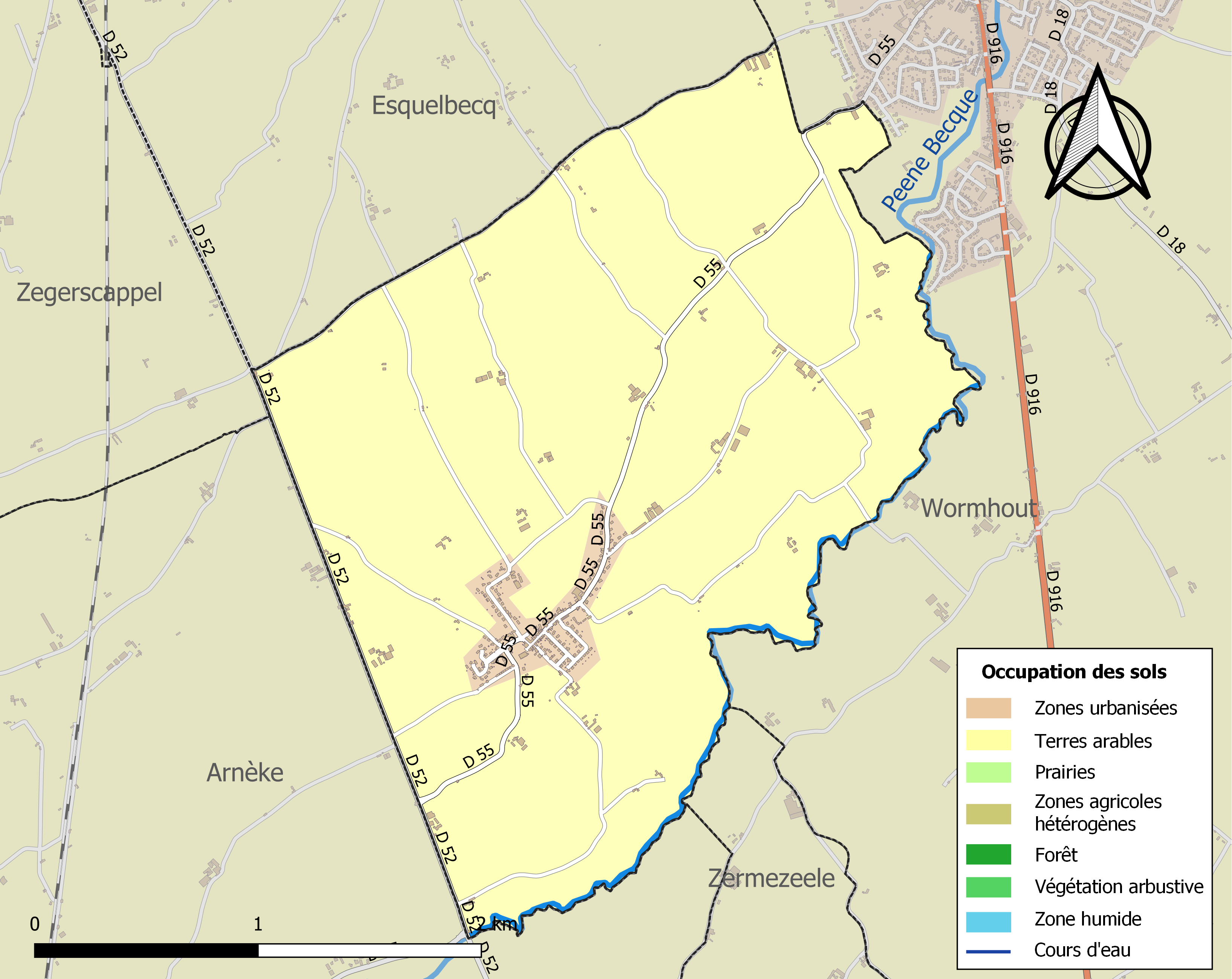
Carte des infrastructures et de l'occupation des sols en 2018 de la commune de Ledringhem.

### Type de paysage
Le paysage est de type « cultures avec auréoles prairiales autour des villages et/ou accompagnement des vallées/coteaux... ». Le terroir est de type « bocage ».

### Habitats
Selon les chiffres parus en 2006 sur le site du service du développement durable des Hauts-de-France, la Flandre intérieure est le territoire où l'espace est le plus utilisé à des fins agricoles (87,5 %). Le milieu intermédiaire occupe une surface de 8,6 %. L'habitat humain y est très dispersé. Les milieux forestiers (3,7 %) sont peu denses. L'espace bocager est aujourd’hui très dégradé. Les espaces de zone humide ne représentent que 0,2 %. Ceci ne laisse plus beaucoup de place à la préservation de la biodiversité.

### Faune et flore
Faune
Les plaines agricoles du village sont propices au lièvre (Lepus europaeus) et à la perdrix (Perdix perdix). Des plans de chasse existent pour ces deux espèces. Les champs sont le biotope de l'alouette (Alauda arvensis). La présence de cet oiseau dépend de celle de messicoles dont les graines constituent l'essentiel de son alimentation. L'espèce est en régression depuis quelques années, probablement du fait de l'utilisation des pesticides agricoles. Aux abords de la Peene Becque ou de ses affluents, on trouvera aussi des bergeronnettes, des poules d'eau (Gallinula chloropus) et des canards (Anas sp.). Les cultures céréalières en bordure de rivière sont des endroits propices à la nidification du busard des roseaux (Circus aeruginosus).
Le rat musqué (ou rat d'Amérique, Ondatra zibethicus) est considéré comme une espèce invasive et nuisible. Il fait l'objet de campagnes de piégeage. Le pigeon ramier (Columba palumbus) figure dans les listes d'espèces à problème, peut-être en raison de leur prédation sur les semis en début de culture.
Flore
Le Conservatoire botanique national de Bailleul met en ligne depuis 2008 une flore de la Flandre française. À la page 474, dans la partie tirant le bilan de l'ouvrage, on voit sur la carte que Ledringhem se situe dans la zone de richesse floristique faible avec un nombre de taxons par maille de 2 × 2 km se situant entre 1 et 150. À la page 406, dans la partie dédiée aux Monocotylédones, Ledringhem est cité comme un des rares sites, attesté en 1997, de présence du jonc comprimé (Juncus compressus) en dehors du littoral et des vallées des fleuves et rivières.

### Zones naturelles
À Ledringhem, une zone humide d'une surface de deux hectares, qui appartient au service de la voirie du département, est située le long de la route de Wormhout. Elle a fait l'objet d'un inventaire en 2018 par le Conservatoire d'espaces naturels (CEN) en partenariat avec l'Union des syndicats d'assainissement du Nord (USAN). Il s'agit d'une prairie de fauche avec des buissons et deux mares. Elle pourrait devenir une réserve naturelle, si des actions de préservation sont entreprises pour garder le milieu ouvert. Le site contient trois espèces de renoncules dont la renoncule peltée (Ranunculus peltatus), une espèce aquatique, protégée dans le Nord-Pas-de-Calais, de plusieurs espèces de libellules, d'oiseaux typiques de ce milieu et d'amphibiens (triton ponctué, Lissotriton vulgaris, et triton crêté, Triturus cristatus). Le diagnostic écologique de 2019 réalisé par l'USAN recommande la coupe des rejets ligneux et la taille des fourrés de ronciers, la tonte de la mégaphorbiaie et de la prairie (Arrhenatherion elatioris), avec export. Cette zone humide est l'une des 111 zones humides classées comme prioritaires du Schéma d’Aménagement et de Gestion des Eaux (SAGE) de l'Yser.
dans les environs de Ledringhem
La zone naturelle d'intérêt écologique, faunistique et floristique (ZNIEFF) la plus proche est le « réservoir biologique de l'Yser » à Esquelbecq, à environ 2 km. Une autre ZNIEFF appelée « Prairies humides de Wormhout » est à environ 4 km.

## Toponymie

### Attestations anciennes
- Leodringas en 723 (29 août) (« Leodringas mansiones infra Mempisco ») dans le texte en Latin du cartulaire de St Bertin dont la première partie est créditée à St Folquin[b 4]. Ce texte relate un acte de vente écrit en 723 avec les noms Leodringas mansiones ou Leodringae mansiones. Il est supposé que Leodringas est une forme Latinisée du germanique Ledring et mansiones traduit le germanique hem « foyer, maison ». Mempisco fait quant à lui référence au Pagus du Mempisque, une subdivision administrative du territoire des Flandres à l'époque. Dans l'acte de vente, Rigobert, le propriétaire, est décrit comme possédant une fortune considérable, alors que l'acheteur, Erkembod, est l'abbé de Sitdiu (Saint-Omer)[b 5],[b 6],[b 7],[b 8].
- Leodedringas en 800, selon Blomme[m 1], citant la carte de l'an 800 de Malbrancq[b 9],
- Ledreghem en 1080, selon Blomme, citant le texte L'autel de Ledreghem est donné au monastère de Watten par Richard, chanoine de Thérouane vers 1080. tiré de Mémoire des Antiquaires de la Morinie, t. V, page 75, Alexandre Hermand citant la chronique d'Ébrard, la Notice sur Watten,
- Ledringehem aux environs de 1090, selon Auguste Vincent en 1937, dans son Toponymie de la France ("altare de Ledringehem", page 147)[b 10] et selon Albert Dauzat et Charles Rostaing, dans leur Dictionnaire étymologique des noms de lieu en France, Librairie Guénégaud, Paris, 1979[b 11]
- Lidringhere en 1207 (titre de l'abbaye de Blandecques [Mir.]),
- Leedringhem en 1245 (cartulaire de l'abbaye de Watten), où il est acté qu'un certain Michel, prêtre à Ledringhem, donne des arpents de terre à l'église de Watten[b 12],
- Ledringhien en 1330 (manuscrit de la bataille de Cassel)[b 13],
- Lereghem en 1567 (Carte de Lodovico Guicciardini, appelée Descrittione particulare di Flandra dans Descrittione di Lodovico Guicciardini patritio fiorentino di tutti i Paesi Bassi altrimenti detti Germania inferiore (Description de l'ensemble des Pays-Bas autrement appelés Germanie inférieure),

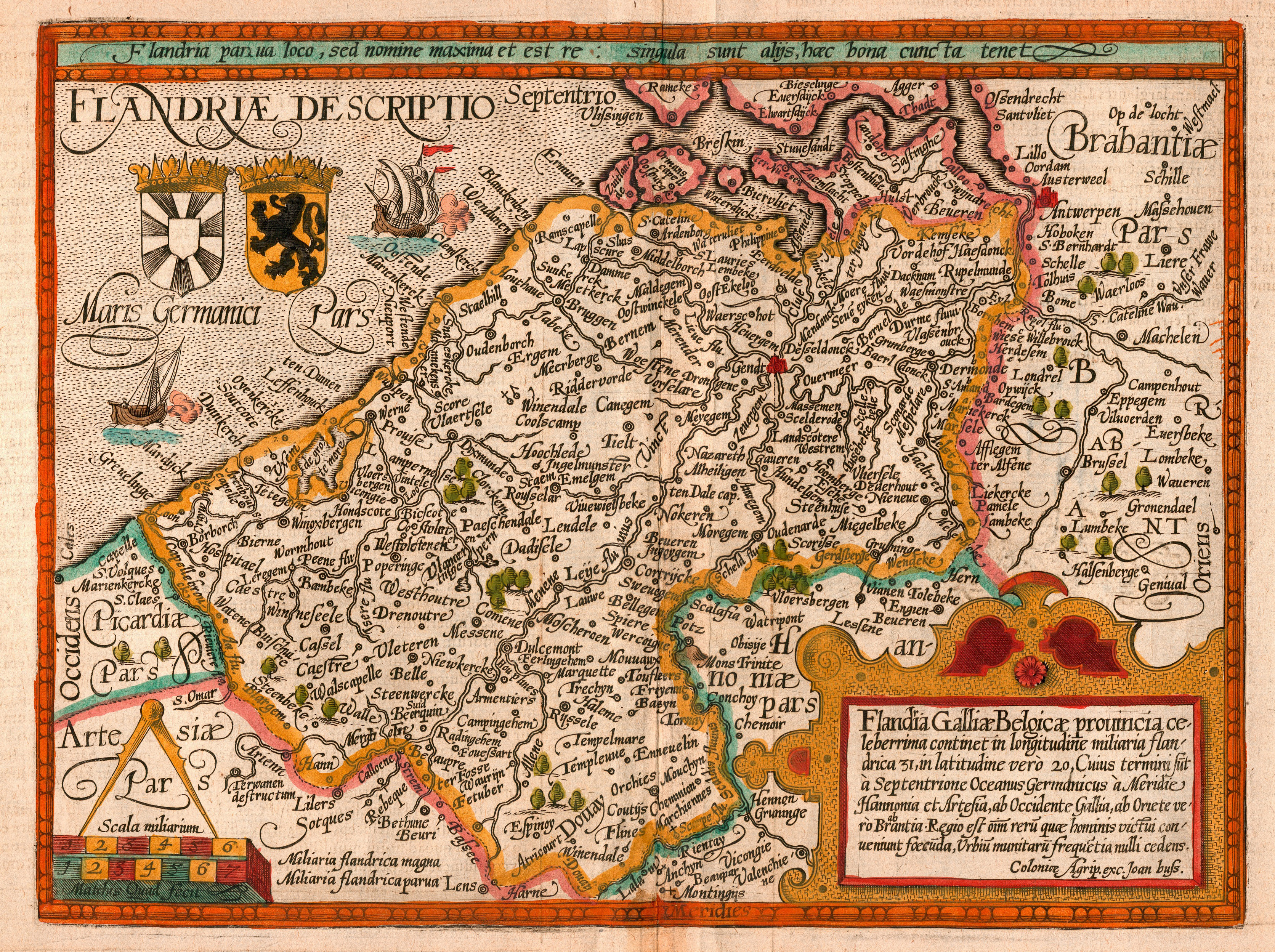
Carte du Comté de Flandres de 1609 par Matthias Quad (cartographe) et Johannes Bussemacher (graveur et éditeur à Cologne).

- Leregem en 1609 (carte de Matthias Quad appelée Flandiae Descriptio)[c 2],
- Leodredingas en 1614-1616[n 8] (p. 86 du livre de Ferry de Locre (Ferreolus Locrius) Chronicum belgicum (Chronicon belgicum, ab anno CCLVIII ad annum usque M.D.C. continuo perductum.) Atrecht (Arras)[b 6],[b 14], un travail publié à titre posthume par son père Philippus Locrius),
- Leregem vers 1630 (carte de Gérard Mercator appelée Flandria Comit.),
- Leodedringas en 1639 (livre de Jacques Malbrancq De Morinis et Morinorum rebus, sylvis, paludibus, oppidis, regia comitum prosapia ac territoriis, Tomus Primus, ab anno ante Christum 309 ad annum eiusdem 751, Tornaci Nerviorum, 1639 (à la page 570) et reprenant le texte de l'acte du cartulaire de St Bertin[b 9]),
- Leregem en 1645 (carte de Joan Blaeu appelée Artesia Comitatus Artois)[c 3],
- Lereghem en 1645 (carte de Joan Blaeu appelée Flandria et Zeelandia Comitatus tirée de "Theatrum Orbis Terrarum, sive Atlas Novus in quo Tabulæ et Descriptiones Omnium Regionum, Editæ a Guiljel et Ioanne Blaeu"),
- Ledringhen en 1657 (carte de Nicolas Sanson d'Abbeville appelée Morini, Gorduni, et pleumosij in Morinis. Les Eveschés de St Omer, Ipres, et Tournay. Partie occidentale du Comté de Flandre : ou sont le Flandre Wallone, et les quartiers du Plat Pays du Franconat, et d'Ipres, dans la Flandre Teutone / par N. Sanson d'Abbeville Geog' ord.re du Roy Avecq Privilege pour Vingt Ans A Paris chez P Mariette 1657[c 4]),
- Leregem en 1680 (carte de Frederik de Wit appelée Flandriæ),
- Ledringhem en 1704 (Carte de Guillaume de L'Isle appelée Carte du Comté de Flandre dressée sur différents morceaux levez sur les lieux fixéz par les Observations Astronomiques Par Guillaume de L'Isle de l'Académie Royale des Sciences A Paris chez l'Auteur sur le Quai de l'Horloge Avec Privilege, pour vingt ans M.DCC IIII),
- Leregem en 1747 (carte de Daniel La Feuille appelée Nieuwe Kaart van Vlaanderen),
- Ledringhem en 1752 (carte de Didier Robert de Vaugondy appelée Comté de Flandre),

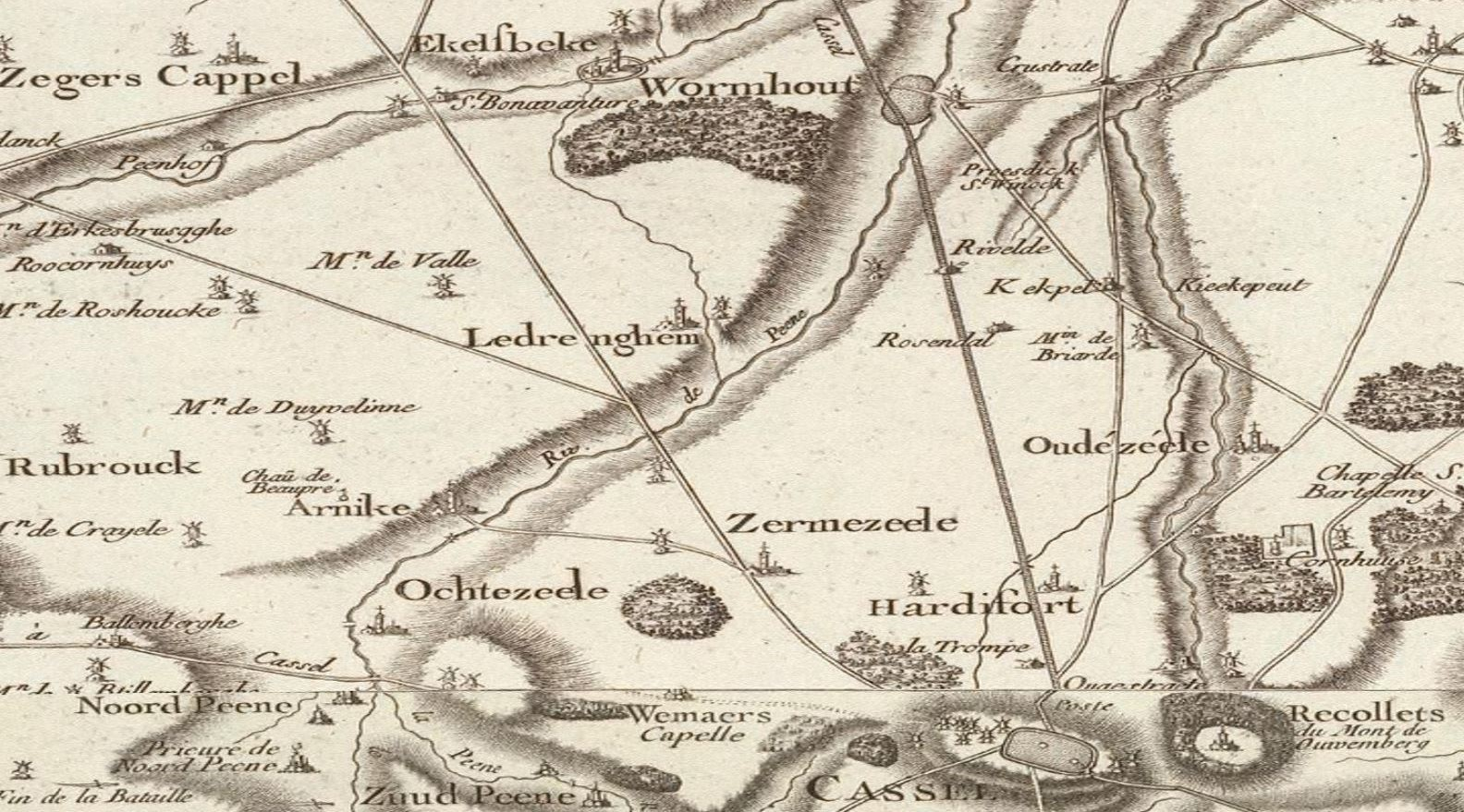
Détail de la carte de Cassini (1757) montrant Wormhout, Cassel et Ledringhem.

- Ledrenghem en 1757 (14e feuille de la carte de Cassini, où le village est dessiné comme une paroisse avec 3 bâtisses, dont certainement un clocher, et un moulin à vent en bois situé à l'est près du village. On voit la voie romaine et le val de la Peene Becque. Une étrange rivière, affluent à la fois de la Peene Becque et de l'Yser est dessinée entre Ledringhem et Esquelbecque.)[c 5].
- Ledringheim en 1839 (Briand (de Verzé.) Nouveau dictionnaire complet: géographique, statistique, topographique, administratif, judiciaire, ecclésiastique, monumental, historique, scientifique, industriel, commercial et agricole de la France et de ses colonies, page 754[b 15].)

#### Risques de confusion
Les noms de Ledeghem, trouvé en 1220, de Ledergem (Dries van L., traduisible par trieux de Ledergem) datant de 1347 et de Lederghem (L-velt dép. d’Oostakker, traduisible par champ de Lederghem dépendant d'Oostakker), donné en 1550, mentionnés par Auguste Van Lokeren dans Histoire de l'Abbaye de Saint-Bavon et de la crypte de Saint-Jean à Gand et cités dans le même paragraphe que Ledringhem dans l'index topographique, ne semblent pas correspondre à la commune :
- Ledeghem est, en effet, une commune actuelle de Belgique, de la province de Flandre Occidentale ;
- Lederg(h)em, semble correspondre, selon Maurits Gysseling, à un site entre Oostakker et Meulestede, en Flandre Orientale, en Belgique, et semble avoir été un lieu de rassemblement mentionné dans une version flamande du Roman de Renart[b 17] ;
- le nom villa Ledringehem, trouvé en 966 (ou 967), est mentionné dans l'index topographique, à la page 244, du livre d'Auguste Van Lokeren Histoire de l'Abbaye de Saint-Bavon et de la crypte de Saint-Jean à Gand[b 16], en faisant référence à une annexe au texte en Latin de la chronique du XIIIe siècle d'un moine de l'abbaye, Jean de Thielrode (villa Ledringehem cum appendicîis suis, id est terris, pratis, pascuis, silvis). Selon le livre Toponymisch woordenboek van Belgie, Nederland, Luxenburg, Noord Frankrijk en West Duitsland (voor 1226) de Maurits Gysseling, il s'agit d'une autre forme de ce même Lederg(h)em[b 18].

### Étymologie
Une explication ancienne et légendaire de l'étymologie de Ledringhem repose sur une analogie avec le nom d'une rivière locale appelée Leder (latin Ledera). Cette explication, trouvée dans le tome II, à la page 572 de Flandria Illustrata (1641), et bien que douteuse, est également fournie pour le nom du village voisin de Lederzeele. Elle provient d'Antoine Sandérus (1586-1664) qui écrivit, en citant Malbrancq: Lederam pluribus ab ortu suo pagis nomem communicantem (Le Leder est la source de beaucoup de noms du pays),,. Elle est contredite par les formes les plus anciennes du type Leodring- en 723; Lidringhere (lire *Lidringhem) en 1207; Leedringhem en 1245, etc. Selon Eugène Mannier, le Leder de Sanderius est en fait l'Yser et l'étymologie de Lederzeele serait donc due à sa situation le long de ce fleuve.
En réalité, il s'agit d'un type toponymique flamand d'origine germanique.
Le premier élément (Ledr- dans le cas de Ledringhem) peut représenter un nom de personne. C'est pourquoi Eugène Mannier, en 1861, base l'anthroponyme sur Leodro ou Liedro, des noms propres en usage au VIIIe siècle, selon ce dernier. Edmond-Louis Blomme, à la page 89 de sa monographie, parue en 1895, reprend cette explication. Cependant, Albert Dauzat identifie ce premier élément sous la forme Liuthari, formé sur liut « homme, personne, gens » (ancien néerlandais liut, vieil anglais leod, leode, voir aussi : Leude) et hari « armée ». Cette forme Liuthari est également proposée dans l'étymologie de Lederzeele. Le prénom Luther serait aussi issu du même motif. Ernest Nègre, en 1991, préfère quant à lui un autre anthroponyme germanique basé sur le même thème liut, mais suivi de rad « conseil, jugement », c'est-à-dire Liutrad(us).
Il est doté du suffixe localisant -ing, qui peut être un élément désignant la parentèle. Selon Auguste Vincent, à la page 147 de sa Toponymie de la France parue en 1937, le dérivé est au génitif pluriel (-inga), signifiant, dans le nom composé, de ceux de ....
Il est suivi de l'appellatif toponymique -heim « maison, foyer » (comprendre hem). La forme hem est caractéristique des Flandres et remonte à l'ancien néerlandais hem de même sens. Il procède lui-même au vieux bas francique *haim, tout comme l'ancien français ham « village », d'où hameau.

### Analogies dans d'autres langues
Dans les endroits où le flamand a cessé d'être parlé au Moyen Âge, la terminaison -ing-hem est restée intacte (exemples : Maninghem, Bezinghem, etc.), parfois francisé en -enghien, alors que dans la zone restée plus longtemps de parler flamand, il s'est souvent contracté en -eghem, -egem (exemples : Teteghem, etc.). Les formes Lereghem et Leregem, attestées au moins de 1567 et jusqu'en 1747, résultent de l'évolution phonétique régulière de ce type toponymique en flamand. Si ces formes ont été utilisées localement (et pas seulement dans la presse étrangère), le nom initial a été rétabli après l'annexion au royaume de France par Louis XIV.
Étant une commune du Nord, on connait une correspondance en néerlandais moderne qui s'écrit alors Ledringem.
Les toponymes flamands en -ing-hem ont leur équivalent en -ing-ham notamment dans le sud de l'Angleterre (exemples : Birmingham, Nottingham, etc.). L'historien spécialiste des Anglo-Saxons Daniel Henry Haigh (1819—1879) a d'ailleurs suggéré que Letheringham, un village dans le Suffolk, en Angleterre, partage la même étymologie.
Le nom du village peut être retranscrit Ledringham dans la littérature anglo-saxonne, par analogie avec les noms de certaines communes du sud de l'Angleterre. De plus, Ledringham est aussi un nom de famille d'origine britannique,,.

### Microtoponymie

#### Noms des lieux-dits et quartiers
Les lieux-dits de Ledringhem sont: La Belette (N-O), La Butte, La Motte (centre), La Place, La Plaine (N-E), Bas de la Plaine (centre-est), La Potence (N-O), Le Baron (centre-ouest), Les Grenouilles (S-O), Les Tambours (ouest), Oost Houck (ou coin de l'Est), Pâture grasse (nord), Planckeel (ou Planckael, est), Sainte Anne (ouest), Tampon court (Sud) et Zinkepit (nord), noms auxquels s'ajoute celui du lotissement de La campagnarde.
Selon Blomme, la matrice du cadastre de 1852 comportait les noms: Planckeel, Bas-de-la-Plaine, La Plaine, Les Pâtures grasses, La Mode, La Butte, le Zinke-Pit, la Belette, Le Sentier d'Esquelbecq, Le Baron, La Tante Marguerite, la Potence, Sainte-Anne, la Caserne, la Fourche-Verte, les Tambours, le Village, les Grenouilles, le Chemin des prairies, le Tampon-Court, les Champs-du-Moulin, le Têtard-borne, les Sentiers-de-Wormhout, le Chemin d'Heenhout, le Coin-de-l'Est. Il cite aussi le Pont-des-Pierres, au niveau de la Steene-Straete et passant au-dessus de la Penne Becque.
Le lieu-dit "La Potence" (coin nord-ouest de la commune) peut désigner un lieu d'exécution. Le gibet pouvait se situer au croisement de la Steene Straete et du chemin de Rubrouck. Deux autres lieux-dits, le premier situé à Zegerscappel, de l'autre côté du croisement, appelé le "Galg Houck", et le second situé à Esquelbecq, appelé le "Zuid Galg Houck", semblent désigner un lieu similaire, en flamand.

#### Odonymie

##### Routes
- Route départementale 55 (D55), appelée route d'Arnèke dans la direction ouest et route de Wormhout, dans la direction est

##### Voies
- Route départementale 52, encore appelée Voie romaine ou Steene-Straete (route de pierres, en français)
- voie nouvelle

##### Rues
- rue Henri Wallaert

##### Chemins
- chemin de la chapelle (ou chemin du tétard borne)
- chemin des prairies
- chemin du Moulin
- chemin d'Esquelbecq
- chemin d'Heenhout
- petit chemin d'Esquelbecq
- chemin de Bodeye
- chemin de la pâture grasse
- chemin de Steenvoorde
- chemin des postes

##### Impasses
- Impasse Laforce

Selon Blomme, en 1895, la commune comptait treize chemins dont il donne les noms, et, pour certains, la constitution. Il en mentionne aussi la largeur, distinguant les chemins entre grand et petit. Voici la liste des noms qu'il donne : Ancien chemin des postes, (grand) Chemin seigneurial (construit en gravier), Grand chemin de Wormhout, Chemin de Steenvoorde, Chemin de la Pâture grasse, Chemin du Nord (construit en gravier), Petit Chemin de Wormhout, Chemin des prairies, Chemin du Moulin, Chemin des Grenouilles, Chemin des Pierres (construit en gravier), Chemin d'Esquelbecq (construit en gravier), Chemin Bodey, petit Chemin seigneurial.

##### Dans les communes limitrophes
Il existe une rue de Ledringhem à Arnèke, allant du centre du village et donnant sur la rue Henri Wallaert après la traversée de la voie romaine.
Il y a un chemin de Ledringhem à Esquelbecq, allant d'une bifurcation sur la rue d'Arnèke près du centre du village, et donnant sur le petit chemin d'Esquelbecq après la traversée du chemin de Rubrouck.
À Wormhout, la D55 est appelée rue de Ledringhem jusqu'à ce qu'elle passe la limite avec le village pour devenir la route de Wormhout.

#### Hydronymie
Le village de Ledringhem est bordé au sud par la rivière Peene Becque. Il est traversé par certains de ces affluents : Trommels becque, Putte becque, Plaetse becque, Kaliszewski becque, portant également le nom de becques (c'est-à-dire de petites rivières).
La Trommels Becque est l'affluent principal de la Peene Becque à Ledringhem. Elle fait 3,4 km. Elle prend sa source près de la déchetterie à Arnèke. Le ruisseau est orienté vers l'est. Il passe sous la voie de chemin de fer puis traverse le lieu-dit "Vier wilge veld". Il fait un changement de direction vers le sud lorsqu'il longe la voie romaine puis passe en dessous pour se retrouver en face sur la commune de Ledringhem où il continue de longer la voie romaine. Il passe sous la rue Henri Wallaert, puis sous la route d'Arnèke. S'écartant de la voie romaine, il traverse le lieu-dit "Les Grenouilles" en faisant un nouveau changement de direction, reprenant la direction vers l'est. Il récupère les eaux de la becque prenant naissance à la résidence "La Campagnarde". Il passe sous le chemin des prairies non loin du lieu-dit "Tampon court". Il récupère aussi les eaux de la becque qui traverse le lieu-dit "champs du moulin". Il se jette enfin dans la Peene Becque au niveau du premier méandre des champs du moulin, non loin de l'endroit où se jette la Zermezeele Becque au niveau du lieu-dit "Baren Brugge" à Wormhout. Edmond-Louis Blomme, en 1896, cite, en note au bas de la page 89 de sa monographie sur la commune, la Léderbèque, une becque qui passe au village et se jette dans la Penne. Il signale que ce ruisseau n'est pas à l'origine du nom du village, mais, que de façon moderne, c'est le village qui lui en a communiqué le sien.

#### Correspondances entre les noms actuels et ceux cités par Blomme en 1895
On peut trouver facilement une correspondance entre les noms actuels et les noms de 1895 pour 16 lieux-dits. On note que la motte correspond à la mode pour Blomme. Les lieux-dits la tante Marguerite, la caserne et la fourche-verte ne trouvent pas de correspondances actuelles. Blomme cite en lieux-dits les chemins des prairies, d'Heenhout, de wormhout et d'Esquelbecq.
On peut trouver facilement une correspondance entre les noms actuels et les noms de 1895 pour 9 voies et chemins. La carte d'état major de 1866 permet de dire que le chemin du Nord de Blomme correspond au chemin de Rubrouck et que le chemin du moulin doit être le chemin d'Heenhout. On peut supposer que le chemin des Grenouilles correspond à la rue Henri Wallaert et que le petit chemin de Wormhout au chemin de la chapelle. Le grand chemin seigneurial semble correspondre à la route d'Arnèke.
On ne sait pas non plus à quoi correspond la Lederbecque. Est-ce un autre nom pour la trommels becque, ou pour la petite becque commençant à la résidence La campagnarde?

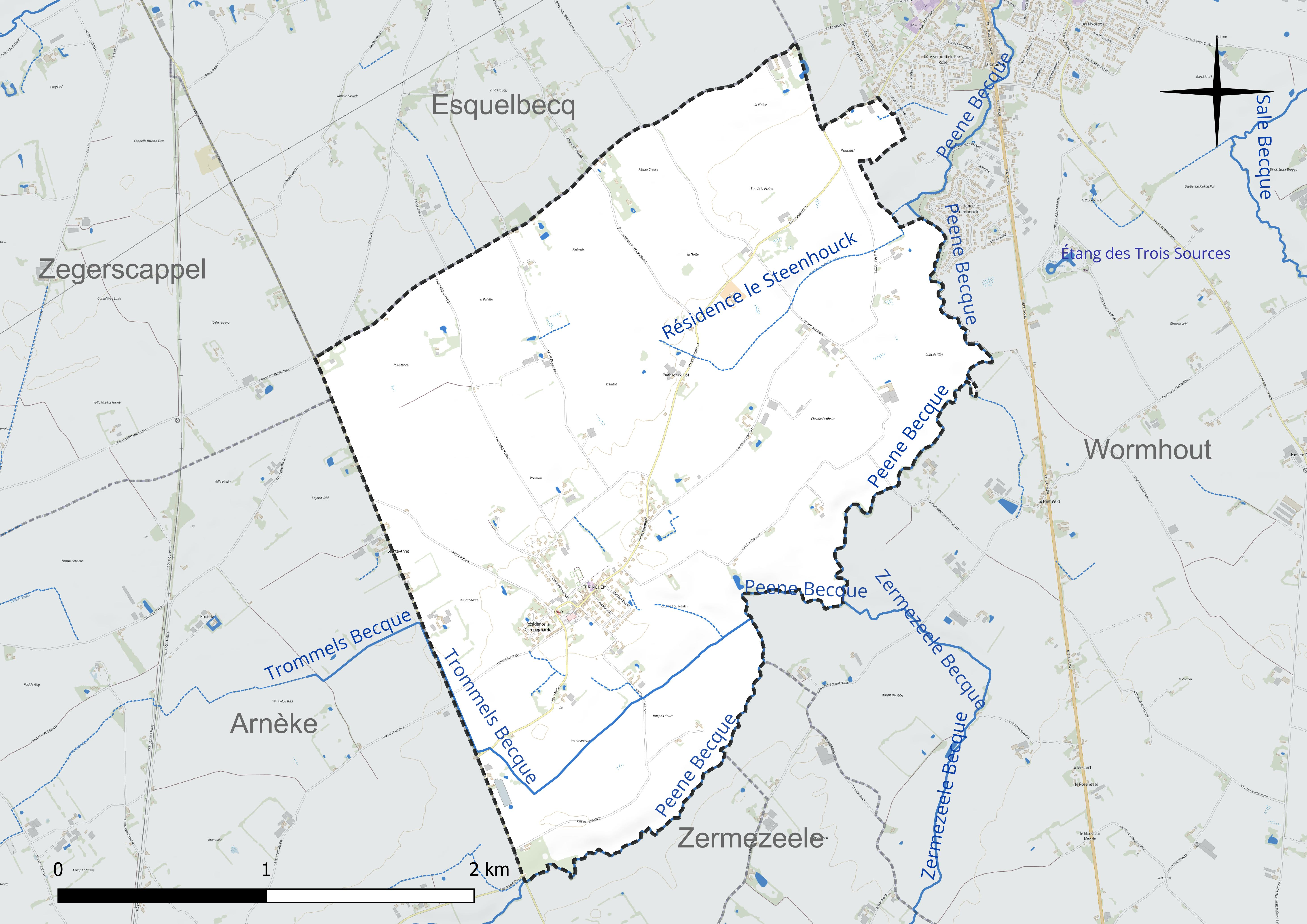
Réseau hydrographique de Ledringhem.

## Héraldique
|  | Les armes de Ledringhem se blasonnent ainsi : De gueules au chevron d'hermine, accompagné de trois molettes à six rais d'argent. |

Armoiries de la famille de Ghistelles.

Les armoiries sont dérivées de celles de la famille de Ghistelles qui possédait le village. Ce sceau familial avec un chevron est connu depuis 1219. En 1275, le chevron d'argent a été changé en chevron d'hermine, indication que le village a adopté ces armoiries après 1275. Les trois molettes sont retrouvées dans le blason de Gérard de Ghistelles, seigneur d'Hekelsbecke et de Ledringhem (?-1387). Elles représentent des molettes d'éperon et sont caractéristiques de blasons de chevaliers.
Il se blasonne « De gueules à un chevron d'hermine »[source insuffisante].
Ces armes sont également souvent attribuées, par erreur, à la commune d'Esquelbecq.

## Histoire
Des diagnostics archéologiques ont été conduits en 2003 et en 2013.
Le diagnostic de 2013 a été réalisé par l'inrap. Les fouilles se situaient au sud du village (site appelé "Route d'Arnèke"), aux abords de la rivière Peene Becque. Elles ont révélé trente-deux vestiges dont vingt-et-un ont pu être attribués à une période chronologique. À l'ouest de la zone fouillée, des vestiges ont été attribués au second âge du fer (La Tène). D'autres vestiges ont pu être rattachés à l’époque gallo-romaine. De plus, au nord de la zone de fouilles, d'autres vestiges ont été attribués au bas Moyen Âge. Enfin, d'autres vestiges, plus récents, datant des XVIe et XVIIe siècles ont été mis en évidence, ainsi que d'autres, encore plus contemporains, du XIXe siècle.

### Antiquité
Le village de Ledringhem était traversé par une voie romaine menant de Cassel à Mardyck à travers la Flandre maritime. Cette route, encore appelée "Steen Straet" (Chemin de pierre), comme les autres voies romaines de la région, correspond plus ou moins au tracé de la D52 actuelle. Cependant cette voie pourrait dater d'avant l'époque romaine en étant une Chaussée Brunehaut. À l'époque romaine, cette voie ne devait pas mener à Mardyck, comme aujourd'hui, mais ne devait pas aller au-delà de la Colme, un des bras morts de l'Aa, entre Watten et Bergues, aujourd'hui canalisé.
Le village remonte certainement à l'époque celte ou gallo-romaine. Pour en attester, la découverte en 1852 d'un « trésor » de 50 000 pièces d'or gauloises (25 000 de couleur rouge dû à l'alliage riche en cuivre, 25 000 de couleur jaune). Il s'agit de statères (de type morins, de classe IV et VI, de type nerviens avec l'inscription "VIROS" et de type ambiens). Ces pièces ont été connues localement sous le nom de boutons de Ledringhem.

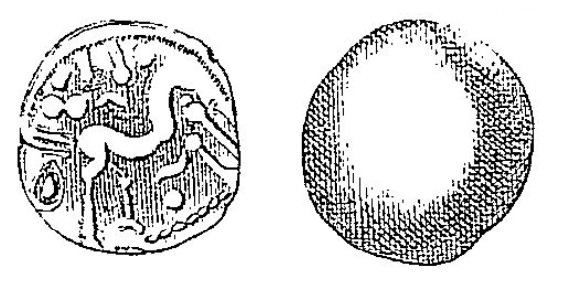
Reproduction du dessin par Jérémie Landron de la monnaie gauloise expertisée dans son essai de 1875 sur le trésor de Ledinghem avec un cheval "celtisé" à l'avers.

En 55 av. J.-C., lors de la guerre des Gaules, César, est de retour de Bretagne (Britannia, nom latin de la Grande-Bretagne) où il a soumis les Bretons. Cependant, deux navires, qui ont dérivé, abordent le continent plus loin que le gros de l'armée et sont pris à partie par une troupe de Morins. Les Gaulois belges sont battus et César envoie Labienus, avec les légions ramenées de Bretagne, pour châtier leur nation. Labienus réussit à les soumettre. Les Ménapes, eux, échappent aux Romains de Quintus Titurius et Lucius Cotta. L'armée romaine prend ses quartiers d'hiver chez les Belges. L'anéantissement de la nation des Morins serait donc la raison de la découverte du trésor de Ledringhem, qui n'aurait jamais été récupéré par ses propriétaires.
Après la conquête des Gaules, César transforme les territoires conquis en provinces romaines. Les Ménapiens deviennent la tribu contrôlant la zone du Houtland après la disparition des Morins.
Un système de centuriation romaine pourrait exister dans la région entourant Cassel. Elle serait basée sur une unité de cadastre (centurie) de 710 m environ avec une orientation pas strictement fixe (31° N.O. ±2°). Cette orientation se retrouverait notamment dans l'axe de l'église de Ledringhem.

### Moyen Âge

#### Haut Moyen Âge
Les Francs sont un des nombreux peuples germaniques installés sur la rive droite du Rhin, à l'extérieur des frontières de l'Empire romain. Dès 256-257, ils participent à la grande invasion qui pénètre dans l'Empire pour piller. Ils prennent part à de nombreux autres raids ultérieurement.
Tout d'abord installés entre Rhin et Ardennes en tant que Lètes, les Francs s'étendent petit à petit sur le territoire de l'ancienne Gaule belgique. Ils se séparent progressivement en deux groupes, les Francs saliens et les Francs rhénans, au nord de la Gaule belgique, de part et d'autre du Rhin.
Les Francs ne sont pas une nation unie avant le VIe siècle. Les Francs saliens deviennent de plus en plus fédérés à l'Empire romain, alors que les Francs rhénans évitent le contact.
Ledringhem est cité comme faisant partie du royaume franc en 723, sous Thierry IV (Theodoric IV), dans le cartulaire de Saint Bertin.
Selon Raymond de Bertrand, dans son livre Histoire de Mardick et de la Flandre maritime, paru en 1852, beaucoup de villages des Flandres n'avaient pas encore d'église vers 800 et seuls, Bergues, Gravelines, Mardyck, Bourbourg, merckeghem, Ledringhem et Brouckerque en possédaient une. On désignait alors ces localités sous le nom en Latin Vicus cum templo (villages avec églises) (et selon la carte de Malbrancq). C'est une idée que reprend Albert Jannin en 1905.

#### Comté de Flandre
Durant le Moyen Âge, Ledringhem fait partie du comté de Flandre, l'un des territoires constituant la région historique des Pays-Bas qui exista de 862 à 1795.
De 1121 à 1130, Thomas, moine de Saint-Bertin, à Saint-Omer, devient abbé de Saint-Winoc, à Bergues, coopté par Hermès, son prédécesseur. Il restaure l'abbaye après l'incendie de 1121 ou 1125 et bénéficie de la bienveillance du Pape Honorius II qui donne à l'abbaye toute juridiction sur les églises de Bergues, Wormhout, Warhem, Quaëdypre, Spycker, Armbouts-Cappel, Coudekerque, Ghyvelde, Esquelbecq, Ledringhem et Grande-Synthe.
De 1323 à 1328, des personnes de Ledringhem prennent part à la révolte des paysans en Flandres (Révolte des Karls) et cinq d'entre eux meurent en 1328 au cours de la Bataille de Cassel.
Le vendredi 23 avril 1406, un clerc pénétrant dans l'église de Wormhout, jusqu'alors fermée, trouve le manteau de la statue de la Vierge aux pieds de celle-ci. Le manteau, remis deux fois à sa place, est retrouvé à terre, le samedi, puis le dimanche 25 avril, et on constate que la Vierge verse des larmes en abondance et que son visage exprime une grande douleur. Selon Edmond-Louis Blomme, les archives de l'église de Wormhout relate que le curé de Ledringhem et les paroissiens de la commune sont témoins du miracle.
En 1436, Wautier de Ghistelles est seigneur d'Ekelsbeke et de Ledringhem et gouverneur de l’hôpital de La Madeleine à Bierne.

### Renaissance
Aux XVe et XVIe siècles, les changements d'éthique et sociétaux dus à la Renaissance et la Réforme protestante influencent la construction d'églises. Le style commun des églises de cette époque ressemble au gothique, mais en version simplifiée. La basilique n'est plus le type le plus populaire, mais des églises-halles sont construites à la place. Leurs caractéristiques sont les colonnes et les chapiteaux classiques.

### Pays-Bas des Habsbourg
À Ledringhem, l'église du village, qui est de type église-halle, est construite en 1548.
Du point de vue religieux, la commune est située dans le diocèse de Thérouanne jusqu'en 1553, année où la ville de Thérouanne est détruite par les troupes de Charles Quint. La commune est ensuite rattachée au diocèse d'Ypres, dans le doyenné de Bergues.

#### Période des Pays-Bas espagnols

##### Réforme
Pendant la Réforme aux Pays-Bas, un mouvement iconoclaste se développe et est appelé la Furie iconoclaste (Beeldenstorm en néerlandais). Un épisode se déroule à Ledringhem le vendredi 16 août 1566. Dans une description des évènements, donnée le livre Beggars, iconoclasts, and civic patriots: the political culture of the Dutch Revolt, de Peter J. Arnade, il est fait mention de Jan de Druck, qui fut un iconoclaste  très actif. Celui-ci participa aux attaques à Broxeele, Eecke, Oud- et Zuud Berkijn (Vieux-Berquin et Neuf-Berquin) et à Ledringhem, faits pour lesquels il fut condamné à mort le 28 octobre 1567, par la cour du duc d'Albe, le conseil des troubles. Ses crimes se sont concentrés sur la destruction d'objets d'art religieux dans les églises des paroisses à la mi-août 1566. Il pilla aussi plusieurs autels à Ledringhem, y volant de l'argent, pour un montant de 3 ou 4 livres parisis, destiné à la "dévotion commune". Les actes de Druck étaient dans le même style que ceux d'autres individus isolés ou en petits groupes. À Ledringhem, le 10 septembre, une foule de quelque 32 personnes prirent d'assaut la maison du prêtre, y prenant leur repas et y buvant à volonté avant de s'y établir pour la nuit. Reposés, le matin suivant ils saccagèrent l'église, y détruisant quatre autels. Ils s'éparpillèrent ensuite au cours de la journée, certains choisissant d'aller à Esquelbecq, d'autres à Arnèke, tous s'arrêtant en route pour écouter des sermons, et s'en retournant à la tombée de la nuit, cette fois-ci, à la maison du chapelain, pour se procurer des vivres et dérober quatre chandelles. Ensuite, ils visitèrent de façon aléatoire des maisons à la recherche d'objets que des privés pourraient avoir caché, ou d'autels ou de sanctuaires domestiques. Le matin suivant, ils continuèrent leurs efforts, renversant des bassins d'huile sainte, détruisant encore d'autres autels et déchirant les livres du prêtre et du chapelain. En guise d'acte de dérision final, ils découpèrent le bonnet du chapelain.
Durant la guerre de Quatre-Vingts Ans, encore appelée "Révolte des Pays-Bas" ou "Révolte des Gueux", menée de 1568 à 1648, des raids contre des villes et des villages se produisent. Selon Edmond-Louis Blomme, dans sa monographie sur la commune de Ledringhem, l'église de Ledringhem est incendiée deux fois, en 1579 et vers 1600, par les orangistes en cette période. Il fallut plusieurs décennies à la population pour reconstruire l'édifice.
Ledringhem fait ensuite partie de ce qui s'est appelé les Pays-Bas du sud (en néerlandais : Zuidelijke Nederlanden, en espagnol : Países Bajos del Sur), ou Pays-Bas Catholiques, une partie des Pays-Bas contrôlée par l'Espagne de 1579 à 1713, puis par l'Autriche, après la signature du Traité d'Utrecht en 1713, de 1713 à 1794. Les Pays-Bas du Sud demeurent dans le Cercle de Bourgogne du Saint Empire Romain jusqu'à leur annexion à la France en 1794.
Le village est rattaché à la châtellenie de Bergues par lettre patente de Philippe II, roi d'Espagne, du mois de novembre 1586. Ledringhem est l'un des 6 fiefs de la châtellenie de Bergues, composée de 24 villages sous la juridiction des Contes de Flandre. Esquelbecques et Ledringhem font partie du même fief, mais les deux villages ont leurs propres magistrats. Il y a une dépendance de la seigneurie de Ledringhem au seigneur d'Esquelbecq, du XIIIe au XVIIIe siècle.
Le châtelain doit cependant partager le pouvoir avec la Cour féodale ou Peron de Bergues, propriété du souverain (comtes de Flandre puis rois de France) qui détient des droits sur Ledringhem, ce qui est source de nombreux litiges entre les deux pouvoirs concernant leurs droits et pouvoirs respectifs. Il existe une seigneurie de Ledringhem. Au XVIIIe siècle, elle appartient au baron d'Esquelbecq, paroisse située dans la mouvance de la châtellenie de Bergues et de la Cour féodale de Bergues.

### Peste
De février à mai 1638, un épisode de peste fit des victimes à Ledringhem.

### Annexion française par Louis XIV
En 1658, après la bataille des dunes, Louis XIV remet la ville de Dunkerque aux Anglais. Quelques jours après la bataille des dunes, Bergues et Furnes tombent aux mains des Français. Le roi anglais Charles II revend Dunkerque à Louis XIV en 1662.
La rivière Peene Becque a donné son nom à une célèbre bataille ; la bataille de la Peene qui est livrée entre Noordpeene et Zuytpeene le 11 avril 1677, opposant Philippe d'Orléans, frère cadet du roi Louis XIV, aux flamands. Elle cause le rattachement des châtellenies de Cassel, de Bailleul, et d'Ypres, et de la ville de Saint-Omer à la France (auparavant possessions des Pays-Bas espagnols). Vauban, ingénieur et architecte militaire auprès du roi Louis XIV, arrive à mettre en place sa politique du Pré carré. Localement, l'enceinte de Bergues est l'une des places fortifiées de première ligne et celle de Saint-Omer est l'une de celles de la seconde ligne. Au total, la frontière du nord de la France est lissée et comprend moins d'enclaves.

### Règnes de Louis XV et de Louis XVI
Selon Joseph Dezitter (1883-1957), la construction du moulin de Ledringhem date de 1717 au début du règne de Louis XV. Blomme dans sa monographie parue en 1895 signale la présence de deux moulins. Sur une vieille carte postale du début du XXe siècle, le moulin ressemblait à celui de l'image de couverture du livre de Michel Tomasek dédié à J. Dezitter. Il s'agissait d'un moulin sur pivot.
Deux noms d'instituteur sont connus ayant exercé à Ledringhem: J.-B. Samarcq, de 1750-1776, remplacé par J.-B. Soulliaert, qui donna sa démission en 1792 (donnée en flamand, selon les archives municipales).

### Révolution

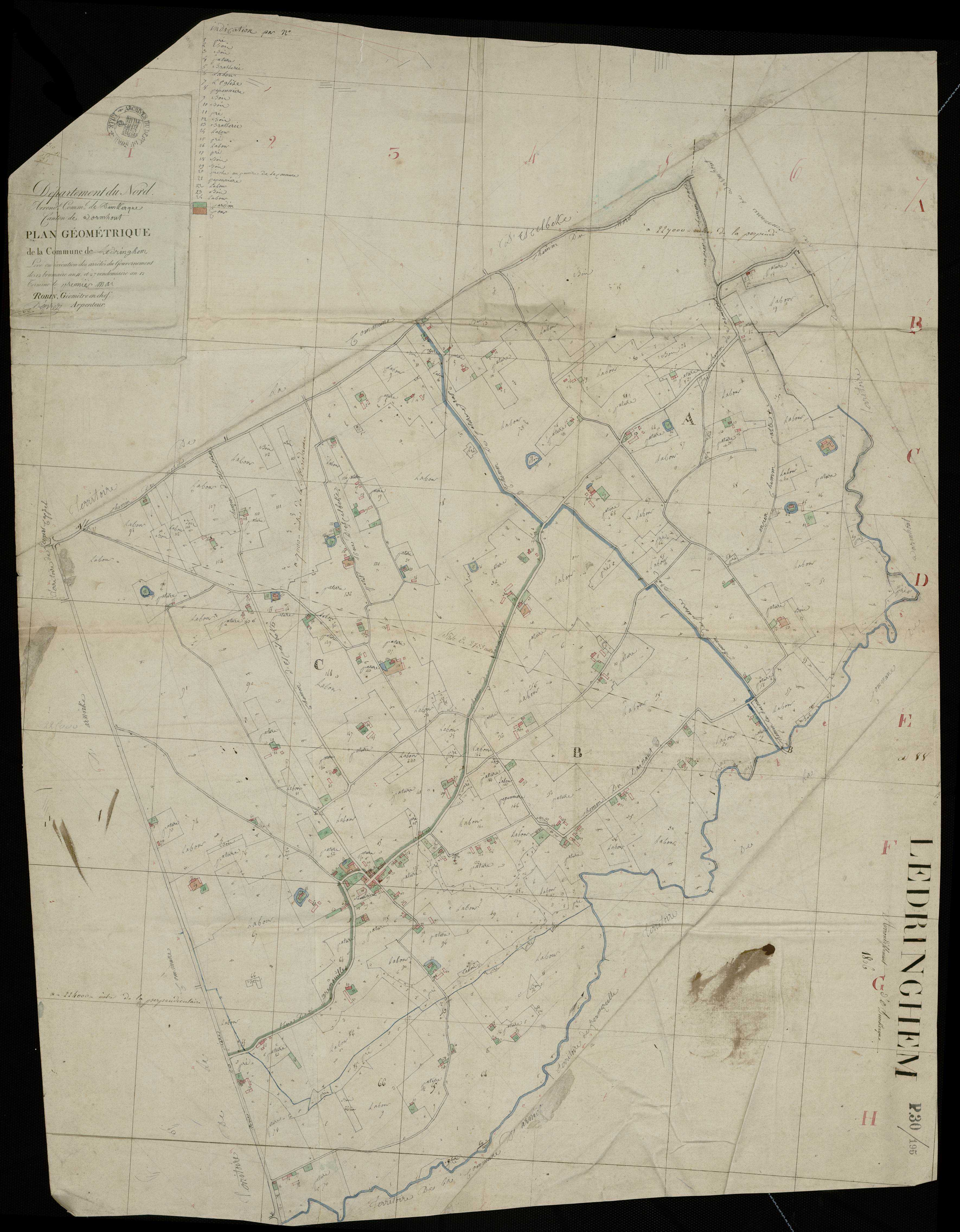
Carte de Ledringhem - An XII (1803-1804). On voit que le moulin de Ledringhem est localisé au niveau du premier tournant du chemin d'Heenhout.

Lors des États Généraux, deux députés, Jean Hondermarck et Alexandre Fauverge, sont envoyés pour présenter le cahier de doléances des habitants de la "vassalerie de Ledringhem" à Pierre Anthoine Verborg, lieutenant bailly, en mars 1789.
Par la suite, Ledringhem fait partie du canton d'Esquelbecq, dans le district de Bergues, une ancienne division territoriale française du département du Nord de 1790 à 1795.
Pendant la Révolution française, la commune va connaitre une certaine agitation en juin 1791; elle serait liée à la propagande contraire à la Révolution, répandue par le clergé réfractaire (membres du clergé ayant refusé de prêter le serment exigé par la constitution civile du clergé, qui veut soumettre les ecclésiastiques au pouvoir civil).
En novembre 1792, le district de Bergues reproche au maire de Ledringhem d'opposer une résistance larvée à l'installation du prêtre constitutionnel Dewarver (on reproche au maire de refléter l'état d'esprit de la population du village plus ou moins hostile à la volonté des révolutionnaires de contrôler la religion). Déjà en novembre 1791, le prêtre jureur avait dû subir en plein service divin, le jour de la Toussaint, les « insultes et avanies » proférées par l'abbé Denet, ancien curé de la paroisse.
En 1793, le nom du maire de Ledringhem, P.J. Labelle, et celui du prêtre de la commune jusqu'à la Révolution, Jacques Benoît Louis Denet, figurent sur une liste de personnes ayant fui en exil en Allemagne.

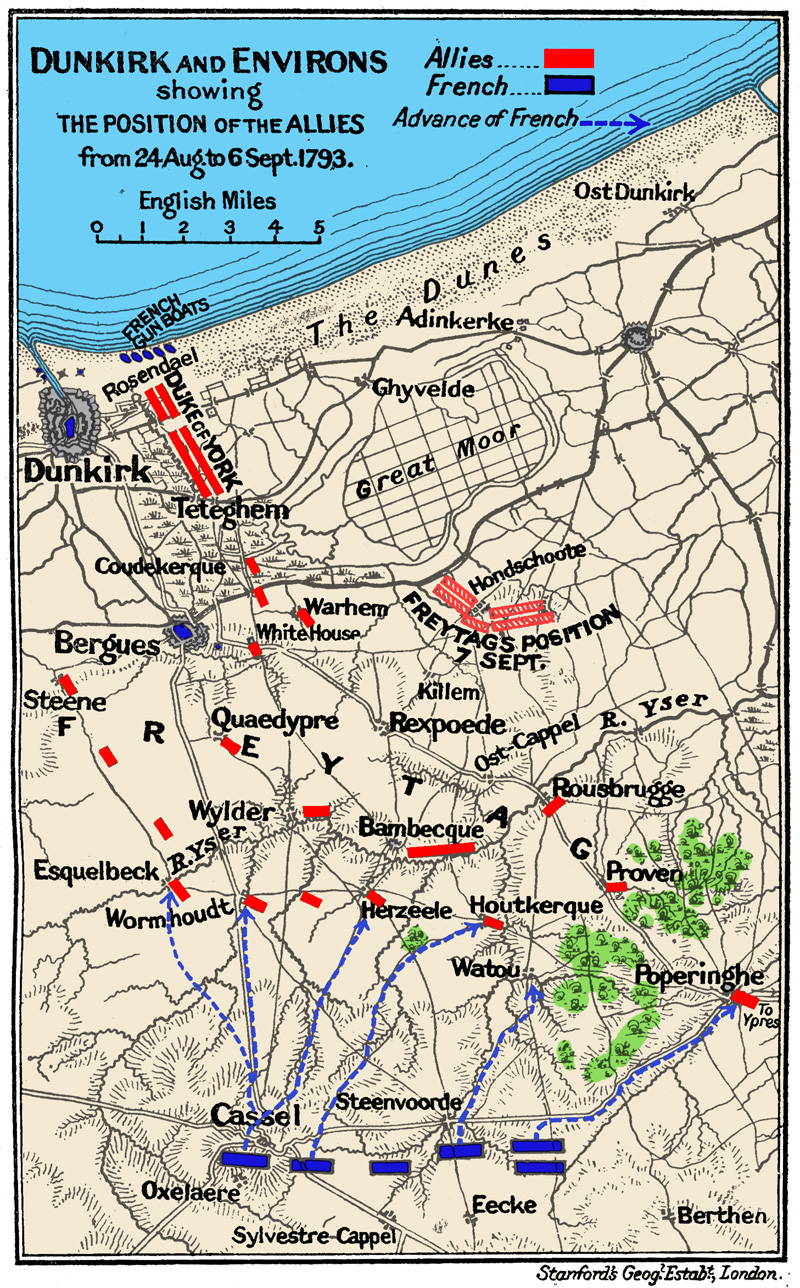
Plan de la Bataille de Hondschoote.

Le 3 octobre 1792, James O'Moran est nommé lieutenant général. En 1793, il reçoit le commandement du camp de Cassel, où il trouve l'armée du Nord en position de défense des Flandres contre les Britanniques et les Prussiens. À l'arrivée à son poste en avril, O'Moran fait le tour des places fortes sous son commandement (Cassel, Bergues, Dunkerque et Bailleul) pour les mettre dans un état de préparation à l'attaque ennemie. Il écrit dans ce sens une lettre à la municipalité de Ledringhem, le 1er juillet 1793. Il est arrêté en août 1793.
Dans la nuit du 4 au 5 septembre 1793, une bataille oppose une troupe de 1 000 Français en poste à Ledringhem (Lereghem, dans le texte de la Gazette de Leyde ou Les Nouvelles extraordinaires de divers endroits, qui relate le fait) à des troupes hanovriennes envoyées par le maréchal von Freytag venues les repousser, en prémisses à la bataille de Hondschoote du 8 septembre 1793.
Selon Joseph Dezitter, en 1938, c’est au moulin de la Clyte, situé entre Arnèke et Ledringhem, près de la voie romaine, que se produisit la première rencontre des soldats de l’armée de Jean Nicolas Houchard avec les troupes ennemies. Il écrit que, dans ses charpentes, on retrouve trois trous de projectiles dont l’un est entouré d’une inscription en langue flamande, gravée par le meunier en souvenir du combat.
À la suite de l'annexion des Pays-Bas autrichiens, Ledringhem et sa région deviennent voisins du nouveau département de la Lys le 1er octobre 1795.
Le 26 floréal an XII (16 mai 1804), l'arrêté no 3838 autorise le maire de Ledringhem, Jean Baptiste Hondermarck (successeur de P.J. Labelle) à accepter, au nom de sa commune, la donation par la demoiselle Denet (de la famille de Jacques Benoît Louis Denet, prêtre de la commune jusqu'à la Révolution), du presbytère pour y loger le nouveau curé constitutionnel.

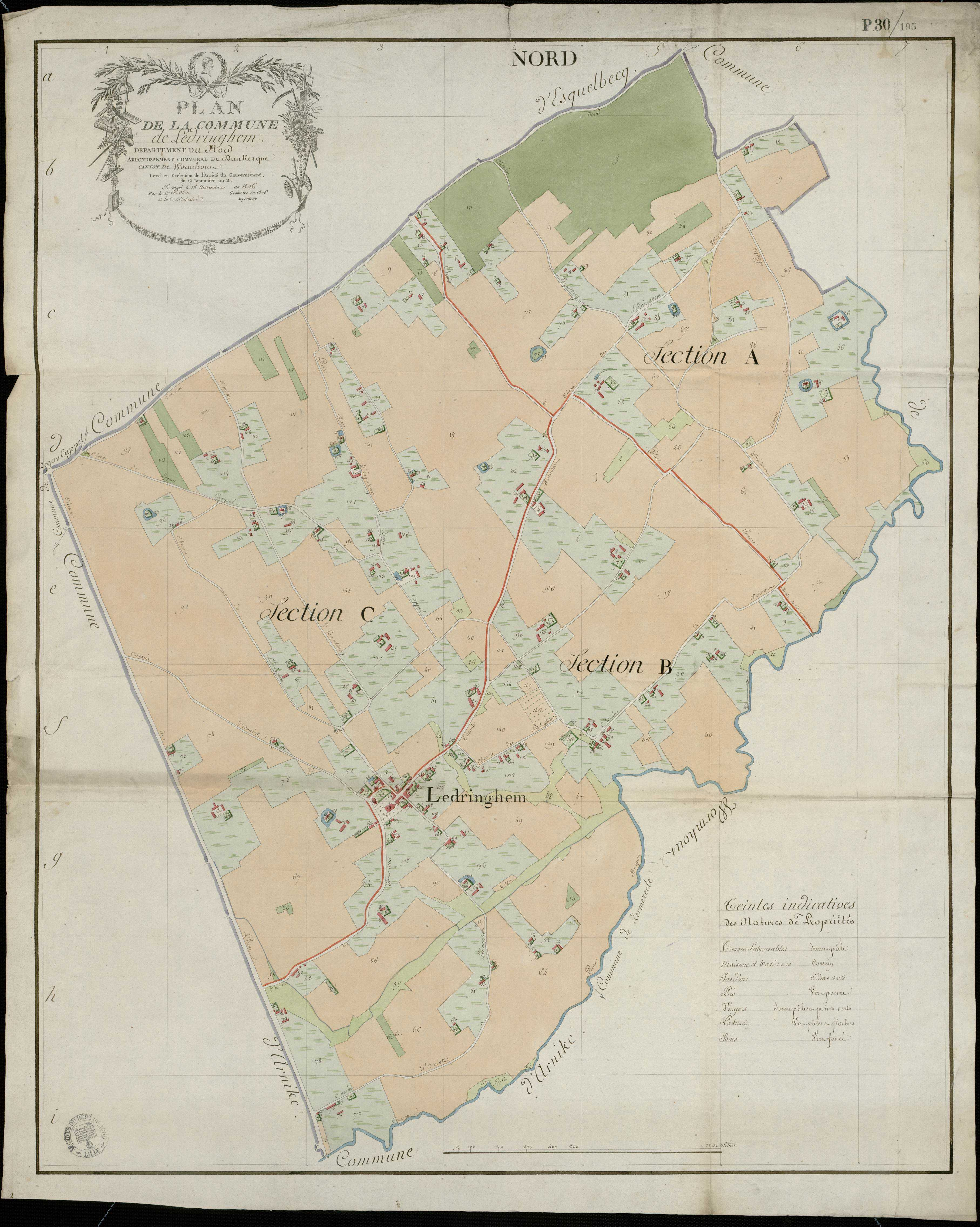
Carte de Ledringhem en 1806. On voit qu'un bois situé au le long du Chemin du Nord se situe dans le coin nord-est de la commune.

### Premier Empire
Ledringhem fait partie du département napoléonien du Nord au cours du Premier Empire en 1810. La plus grande partie des Pays-Bas est également annexée. Après la défaite de Napoléon à Leipzig en octobre 1813, les troupes françaises se retirent en France. Le traité de Courtrai signé le 28 mars 1820 établit les frontières entre la France et le royaume uni des Pays-Bas.
Aujourd'hui, ces frontières existent toujours, avec quelques modifications mineures, en tant que frontières officielles entre la Belgique, état créé en 1830, et la France.
On recense 6 soldats, nés à Ledringhem, morts lors des campagnes napoléoniennes.

### Deuxième République
Les lois Guizot de 1833 et Falloux de 1850, instituent l'instruction primaire obligatoire en France.

### Second Empire

Carte d'état-major de 1866, Feuille Saint-Omer N.E.

Sur la feuille Saint-Omer N.E. de la carte d'état-major de 1866, on voit que le bois qui se situe dans le coin nord-est de la commune s'appelle Bois du Nord. Il est traversé par le chemin de Rubrouck, appelé chemin du Nord sur la carte, et s'étendant plus au nord sur le territoire d'Esquelbecq. On y voit aussi la ligne de chemin de fer allant de Dunkerque à Lille, avec des gares à Arnèke et à Esquelbecq.

### Troisième République
Edmond-Louis Blomme, qui fut instituteur du village de 1849 à 1854, a écrit une monographie sur la commune, présentée au concours de la Société Dunkerquoise en 1895.
Cette monographie fait état de la géographie physique de la commune, de son histoire, et donne des éléments de sociologie. Elle fournit des données sur l'église, comme ses dimensions ou des dates jalonnant sa construction, au chapitre XXI, à partir de la page 130 et sur les écoles, au chapitre XXII, à partir de la page 145.
Elle donne un aperçu du village à la fin du XIXe siècle, avec des statistiques à l'appui. Blomme signale la présence de 144 maisons, pour 142 ménages, de deux brasseries, de deux moulins à vent et de douze cabarets.
De 1910 à 1951, une ligne de la Société générale des chemins de fer économiques (SE), appelé localement Le petit train des Flandres, passait au nord du village, reliant Herzeele à Saint-Momelin, avec des arrêts en Gare de Wormhout, en Gare de Zegerscappel et en pleine voie à Esquelbecq au lieu «Pavé de Bergues».

### Guerres mondiales

#### Première Guerre mondiale
Lors de la Première Guerre mondiale, le territoire du village est épargné par les combats. Le plan Schlieffen de l'état-major allemand en 1914 est d'envahir la Belgique pour plus facilement attaquer la France par le nord. Lors des premières phases des combats, la première armée du général von Kluck passe plus au sud, au niveau de la Lys. Puis lors de la course à la mer, la dernière étape de la guerre de mouvement, les combats ont lieu en Belgique. Ensuite, dans la phase de la guerre des tranchées, le front se stabilise du côté belge de la frontière. Poperinge et Furnes sont les seules villes belges à ne pas être occupées par les Allemands. Le général britannique Douglas Haig installe son quartier général à Poperinge. La ville est, par la route ou par le train, un incontournable point de ralliement. Cassel devient pour un temps le quartier général du général Foch.
Une zone de cantonnement s'organise à 30 km à l'arrière des zones de combats qui se déroulent plus à l'est vers Ypres.
Ledringhem devient un lieu de repos et notamment les fermes sont mises à disposition des soldats. Parmi les soldats ayant séjourné là, on peut citer Nissim de Camondo (1892-1917), banquier et aviateur français, maréchal des logis au 3e régiment de hussards au début de la guerre, qui y apprécie en novembre 1914 son logement dans une ferme (ferme épatante, difficile à faire ouvrir la porte), selon son journal de campagne.

Le 12e régiment de cuirassiers est stationné là de décembre 1914 à septembre 1915. Le Capitaine Schneider y écrit le 2 décembre 1914 une carte lettre à Ferdinand Destouches, père du maréchal des logis Destouches (Louis-Ferdinand Destouches, dit Céline) pour lui annoncer l'hospitalisation de son fils à l’hôpital militaire d'Hazebrouck. Le Colonel Blacque-Belair écrit le 27 décembre qu'il a obtenu pour son fils une médaille pour sa blessure et son courage.
Ensuite, c'est le régiment de cavalerie britannique du 20e Hussars qui y est cantonné le 7 mai 1915, puis la 75e Brigade de la Royal Field Artillery en mai–juin 1916, le 1er bataillon de la Royal Marine du 14 au 22 novembre 1917, le 114e régiment d'artillerie lourde français et le 15e régiment de dragons en mai 1918, enfin le 2e régiment d'artillerie de campagne en août 1918. Ces troupes françaises sont finalement remplacées du 26 au 28 juin 1918 par des soldats anglais des 187e et 190e brigades de la 41e division.
Des lignes ferroviaires militaires sont créées dans la zone de cantonnement. Il s'agit de lignes à voie de 60 cm de largeur de type Decauville. Une gare est créée à Ledringhem au niveau du lieu-dit La Potence, appelée Gare d'échange Sud. Elle est connectée avec la boucle du Bayard Veld à Arnèke, à la gare Galg Houck triage de Zegerscappel, à la gare d'échange Nord de la Steene Straete d'Esquelbecq, elle-même connectée à la gare principale d'Esquelbecq, et, passant via Wormhout et Oudezeele, à la gare de Steenvoorde.
Un dépôt de munitions (de fusées) explose à Ledringhem le 7 juin 1918.
Le "bois du Nord", un bois au nord-est de la commune, a probablement été la victime collatérale de ce conflit, alors que les alliés avaient besoin d'énormes quantités de bois pour le chauffage, pour la construction des tranchées, des abris, ou pour la fabrication de traverses de chemin de fer, etc.
À la fin de la guerre, en réponse à un questionnaire à propos des rapports entre les troupes alliées et la population, l'instituteur et l'institutrice du village, M. S. Coevoet et Mme A. Coevoet, ont écrit qu'il y a eu des anglais (Anglais, Écossais, Sud-Africains, Canadiens, Australiens, et Néo-zélandais) de 1915 à 1918 et des Américains en juillet 1918 et du 15 décembre 1918 au 15 décembre 1919. Ils relatent qu'on ne s'est pas battu à Ledringhem et que les relations entre les soldats et les enfants étaient bonnes, bien que les militaires distribuaient des cigarettes aux enfants, ce qui les incitait à commencer à fumer.

#### Seconde Guerre mondiale
La bataille de France, l'opération militaire désignant l'invasion des Pays-Bas, de la Belgique, du Luxembourg et de la France par les forces du Troisième Reich, pendant la Seconde Guerre mondiale, débute le 10 mai 1940, mettant fin à la « drôle de guerre ».
Les forces belges tentent en vain de contenir l'ennemi à la bataille de la Lys qui commence le 23 et dura cinq jours. C'est la seule véritable bataille d'arrêt de toute la campagne.
Les alliés mirent en place un système de défense en hérisson, appelé les "hérissons de Waygand". 
Devant l'enfoncement des lignes, les britanniques décidèrent unilatéralement de se retirer via le port de Dunkerque. Le field marshal John Gort envoya des troupes pour former un dispositif pour retarder l'avancement des allemands, dans lequel Ledringhem était l'un des éléments, afin de gagner du temps pour organiser le retrait des troupes par Dunkerque.
Au niveau des forces françaises, on peut citer le 59e groupe de reconnaissance de division d'infanterie qui est présent, de retour de cette bataille où il a aidé les forces belges, d'abord à Bergues, puis à Watten pour défendre les ponts sur l'Aa.

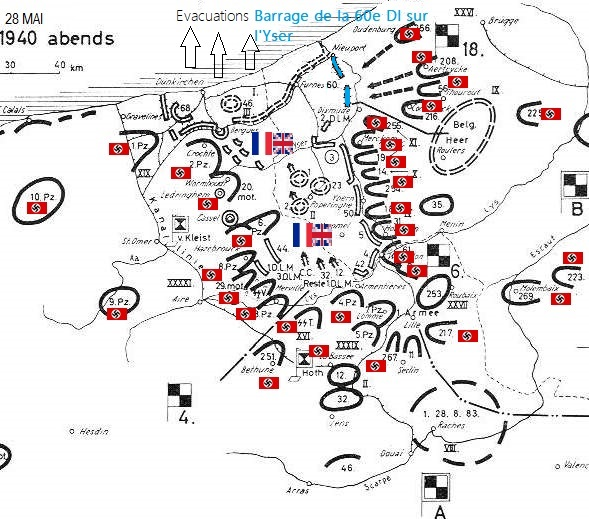
Défense de la poche de Dunkerque au soir du 28 mai 1940. On voit que le groupe blindé de von Kleist est localisé à l'ouest de Ledringhem et la 20e division d'Infanterie motorisée du groupe blindé de Guderian à son est.

Le bataillon britannique du « 5th Glosters » est à Ledringhem et à Arnèke en mai 1940 afin de contenir l'avancée des troupes allemandes et permettre l'évacuation de Dunkerque. Le bataillon prend position le 26 mai et l'attaque survient le jour suivant. Le 28 mai, le bataillon est concentré à Ledringhem. Les soldats britanniques sont opposés au 90e régiment d'infanterie allemand. À la suite du pilonnage du village par les Allemands, les Britanniques se regroupent et sont encerclés. Ils doivent recourir à des charges à la baïonnette pour se libérer de l'étreinte des troupes ennemies. Ces dernières doivent recourir aux lance-flammes pour contrer les attaques. Le Major Anthony Durrant Waller, commandant du bataillon britannique, meurt d'une balle dans la tête le 29 mai en allant vérifier la présence d'une patrouille ennemie à l'arrière de la mairie, servant alors de quartier général. Il est inhumé dans le cimetière militaire de Ledringhem.
Le bataillon reçoit son ordre de retraite dans les premières heures du 29 mai. Les Britanniques se replient à la lueur des incendies dans la nuit du 28 au 29 mai vers le Rietveld à Wormhout puis vers Herzeele. Les survivants atteignent la plage de Bray-Dunes le lendemain soir et sont évacués à l'aide de petits navires.
La défense de Ledringhem fait plusieurs victimes civiles et coûte la vie à 87 soldats du Gloucestershire Regiment. De nombreux autres militaires sont faits prisonniers. Parmi ceux-ci, certains, anglais et gallois, sont emmenés pour être victimes du massacre de la Plaine au Bois à Wormhout le 28 mai 1940.
De leur côté, les soldats français sont démoralisés, en voyant que les sacrifices consentis lors du premier conflit mondial n'ont servi à rien. Ils ne participent que peu aux combats. Le journaliste pacifiste, écrivain prolétarien et syndicaliste libertaire français César Fauxbras, ayant déjà été mobilisé en 1914-18, est de nouveau mobilisé dans l'Armée de terre. Il est fait lui aussi prisonnier le 29 mai à Ledringhem. Il relate l'épisode au début de son livre La Débâcle, qui décrit l'état d'esprit des soldats français au cours de la campagne de 1940.
Le moulin de Ledringhem est brûlé lors des combats de mai 1940. La tête sert à réparer le Drievenmeulen, un des moulins de Steenvoorde, abîmé lors d'une tempête en novembre 1940. À l'emplacement de ce moulin se trouve désormais un lotissement d'une trentaine de maisons datant de 2004/2005, la rue parcourant ce lotissement ayant été nommée "Chemin du Moulin".
Les archives municipales de Ledringhem sont également (partiellement au moins) détruites lors de ces évènements de mai 1940.
Des éclats d'obus et autres munitions peuvent encore être déterrés de nos jours par les travaux agricoles dans les champs de Ledringhem. Certaines habitations portent encore les balafres de tirs de mitraillettes sur leurs murs.
Les soldats Baert Jules, né le 18-12-1902 à Ledringhem, 2e cl., du 511 R.P. prisonnier au St. VI F. (à Bocholt) et Debavelaere Roger, né le 4-8-1904 à Ledringhem, 3e cl., du 1" R.G.T. prisonnier au St. XIII A. (à Soultzbach-les-Bains, Bad Sulzbach en allemand), figurent respectivement sur les listes officielles no 64 de janvier 1941 et no 96 de mai 1941 des prisonniers de guerre recensés par l'Allemagne.
Après mai 1940, la ligne du Nord-Est (Nordost Linie en allemand) ou ligne noire (également appelée « ligne du Führer ») est créée le 7 juillet 1940 et mise en fonction le 20 juillet de la même année. Elle s'étend de la Somme à la frontière suisse. Les départements du Nord et du Pas-de-Calais sont rattachés au gouvernement militaire de Bruxelles.
À partir du 18 juillet 1944, Hitler change le statut du territoire qui devient alors le « Commissariat du Reich de Belgique et du Nord de la France » (Reichskommissariat Belgien und Nordfrankreich) ou « Commissariat du Reich pour les territoires occupés de Belgique et du Nord de la France » (Reichskommissariat für die besetzten Gebiete von Belgien und Nordfrankreich). Ce statut transitoire ne dure que quelques mois avant que le territoire soit divisé en décembre 1944 entre les Reichsgaue de Flandres et de Wallonie et le District de Bruxelles. En pratique, les territoires sont alors déjà libérés ou en cours de libération. Dans le cas de Ledringhem, la libération intervient au début du mois de septembre 1944. Cependant, Dunkerque reste assiégé jusqu'en mai 1945.

#### Monuments militaires
Le cimetière militaire du Commonwealth Ledringhem churchyard se trouve dans l'enceinte du cimetière communal, avec 52 tombes. Le monument aux morts du village, surmonté d'une croix latine, avec des plaques de marbre à sa base, est situé près du cimetière militaire britannique. Il porte les noms de 15 soldats tombés lors du conflit de 1914-18, ainsi que ceux de 9 victimes civiles décédées lors des affrontements de mai 1940. Le nom d'Henri Wallaert (né le 20 mars 1925 à Ledringhem, décédé le 26 novembre 1944 à Laon) apparaît comme seul soldat tombé durant le conflit de 1939-1945. Une rue du village lui a été dédiée.

## Politique et administration
- Gilles Dehandschoewercker (1673-1739), qualité : « premier échevin ».
- Cornil Hondermarck (1695-1766), qualité : « premier échevin ».

| Période                                  | Période  | Identité                                      | Étiquette                   | Qualité                |
| ---------------------------------------- | -------- | --------------------------------------------- | --------------------------- | ---------------------- |
|                                          |          | Charles Winoc Hondermarck (1772-1829)         |                             |                        |
|                                          |          | Pierre Jacques Cornil Hondermarck (1774-1834) |                             |                        |
|                                          | 1793     | P.J. Labelle                                  |                             |                        |
| 1802                                     | 1803     | Math. Delaeter                                |                             |                        |
| 1803                                     | 1805     | Jean Baptiste Hondermarck (1726-1805)         |                             |                        |
| 1806                                     | 1807     | M. (Pierre?) Blanckaert                       |                             |                        |
|                                          |          | ...                                           |                             |                        |
| 1826                                     |          | M. (Pierre?) Blanckaert                       |                             |                        |
|                                          |          | ...                                           |                             |                        |
| 1803                                     | 1831     | M. Hondermarck                                |                             |                        |
|                                          |          | ...                                           |                             |                        |
| 1854                                     |          | M. Wispelaere                                 |                             |                        |
| avant 1861                               | 1865     | Pierre (Augustin Ambroise) Devulder           |                             |                        |
| 1865                                     | 1870     | Pierre Antoine Vanhoucke                      |                             |                        |
| 1870                                     |          | Amand (Aimé Erremond) Cailliau (1842-1923)    |                             |                        |
| 1883                                     | 1887     | Amand Cailliau (1842-1923)                    |                             |                        |
| 1887                                     | 1903     | Amand Cailliau (1842-1923)                    |                             |                        |
| 1903                                     | 1904     | Pierre Antoine Vanhoucke                      |                             |                        |
| 1904                                     | 1912     | Amand Cailliau (1842-1923)                    |                             |                        |
| 1912                                     | 1929     | (Jules Arthur) Gabriel Deblock (1877-1945)    |                             | Voiturier, Cultivateur |
| 1929                                     | 1937     | Henri Looten                                  |                             |                        |
| 1937                                     | 1939     | Arthur Coudeville (1896-1977)                 |                             |                        |
|                                          |          | ...                                           |                             |                        |
| 1946                                     |          | Arthur Coudeville (1896-1977)                 |                             |                        |
|                                          |          | ...                                           |                             |                        |
| 1951                                     | 1954     | J.M. Devey                                    |                             |                        |
| 1954                                     | 1966     | Arthur Coudeville (1896-1977)                 |                             |                        |
| 1966                                     | 1971     | Daniel Cailliau                               |                             |                        |
| 1971                                     | 2000     | Christian (Roger Germain) Deblock (1936-2018) |                             | Agriculteur            |
| 2000                                     | En cours | Christian Delassus                            | « Bien vivre à Ledringhem » | Agriculteur            |
| Les données manquantes sont à compléter. |          |                                               |                             |                        |

## Population et société
Le gentilé des habitants de Ledringhem est Ledringhemois.
Les registres de l'état civil les plus anciens datent de 1600 à 1759. Ceux de la période allant de 1760 à avant 1819 ont disparu.

### Démographie

#### Évolution démographique
L'évolution du nombre d'habitants est connue à travers les recensements de la population effectués dans la commune depuis 1793. Pour les communes de moins de 10 000 habitants, une enquête de recensement portant sur toute la population est réalisée tous les cinq ans, les populations de référence des années intermédiaires étant quant à elles estimées par interpolation ou extrapolation. Pour la commune, le premier recensement exhaustif entrant dans le cadre du nouveau dispositif a été réalisé en 2006.

En 2022, la commune comptait 618 habitants, en évolution de −6,93 % par rapport à 2016 (Nord : +0,51 %, France hors Mayotte : +2,11 %).
| 1793 | 1800 | 1806 | 1821 | 1831 | 1836 | 1841 | 1846 | 1851 |
| ---- | ---- | ---- | ---- | ---- | ---- | ---- | ---- | ---- |
| 710  | 700  | 710  | 704  | 739  | 719  | 704  | 702  | 689  |

| 1856 | 1861 | 1866 | 1872 | 1876 | 1881 | 1886 | 1891 | 1896 |
| ---- | ---- | ---- | ---- | ---- | ---- | ---- | ---- | ---- |
| 658  | 650  | 635  | 659  | 649  | 612  | 599  | 603  | 523  |

| 1901 | 1906 | 1911 | 1921 | 1926 | 1931 | 1936 | 1946 | 1954 |
| ---- | ---- | ---- | ---- | ---- | ---- | ---- | ---- | ---- |
| 478  | 487  | 485  | 480  | 466  | 446  | 433  | 431  | 408  |

| 1962 | 1968 | 1975 | 1982 | 1990 | 1999 | 2006 | 2011 | 2016 |
| ---- | ---- | ---- | ---- | ---- | ---- | ---- | ---- | ---- |
| 399  | 418  | 403  | 522  | 533  | 507  | 649  | 679  | 664  |

| 2021 | 2022 | - | - | - | - | - | - | - |
| ---- | ---- | - | - | - | - | - | - | - |
| 629  | 618  | - | - | - | - | - | - | - |

#### Pyramide des âges
La population de la commune est relativement jeune.
En 2018, le taux de personnes d'un âge inférieur à 30 ans s'élève à 38,8 %, soit en dessous de la moyenne départementale (39,5 %). À l'inverse, le taux de personnes d'âge supérieur à 60 ans est de 18,8 % la même année, alors qu'il est de 22,5 % au niveau départemental.
En 2018, la commune comptait 346 hommes pour 313 femmes, soit un taux de 52,5 % d'hommes, largement supérieur au taux départemental (48,23 %).
Les pyramides des âges de la commune et du département s'établissent comme suit.
| Hommes | Classe d’âge | Femmes |
| ------ | ------------ | ------ |
| 0,0    | 90 ou +      | 0,0    |
| 3,3    | 75-89 ans    | 3,7    |
| 14,6   | 60-74 ans    | 16,2   |
| 19,3   | 45-59 ans    | 20,3   |
| 21,1   | 30-44 ans    | 24,5   |
| 13,7   | 15-29 ans    | 13,9   |
| 28,1   | 0-14 ans     | 21,5   |

| Hommes | Classe d’âge | Femmes |
| ------ | ------------ | ------ |
| 0,5    | 90 ou +      | 1,4    |
| 5,3    | 75-89 ans    | 8,1    |
| 14,8   | 60-74 ans    | 16,2   |
| 19,1   | 45-59 ans    | 18,4   |
| 19,5   | 30-44 ans    | 18,7   |
| 20,7   | 15-29 ans    | 19,1   |
| 20,2   | 0-14 ans     | 18     |

## Personnalités liées à la commune
- Roger Deblock (1908-1994), homme politique français
- René Tourlouse (1910-1972), séminariste et vicaire de Saint-Éloi, dont les parents étaient tailleurs à Ledringhem[n 27]
- Gabriel Deblock (1935-2006), homme politique français, député du Nord

### Nobles ayant le nom de la commune dans l'un de leurs titres
Plusieurs personnalités associées à la famille de Merode portent le titre de vicomte ou de vicomtesse d'Ypres et de Ledreghem :
- Marguerite, dame héritière d'Ongnies, vicomtesse d'Ypres et de Ledreghem, dame de Middlebourg (décédée en 1602), qui eut pour fils :
  - Philippe, baron de Merode et de l'Empire, seigneur de Frentz, Lannoy, vicomte d'Ypres et de Ledreghem (décédé en 1625), qui eut pour fille :
    - Marguerite-Isabeau de Merode, baronne de Frentz et St Empire, vicomtesse d'Ypres et de Ledreghem (décédée en 1679)[b 46] ;
- Louis de Gand de Mérode de Montmorency (1678-1767), un militaire français, vicomte des villes et châtellenies d'Ypres, de Wahagnies et de Ledringhem ;
- Henri-Louis Le Vasseur de Guernonval (1757-1817), marquis d'Esquelbecq, marquis de Ledringhem, capitaine en second au régiment Royal-Cravattes et député aux États généraux de 1789 représentant de la Noblesse.

### Animaux titrés
- Lady van het Gravenhof (De Ledringhem) (1997-), une jument, fille de Nabab de Rêve (1990-2015), étalon bai de saut d'obstacles inscrit au stud-book belge du sBs

## Lieux et monuments

### Patrimoine civil

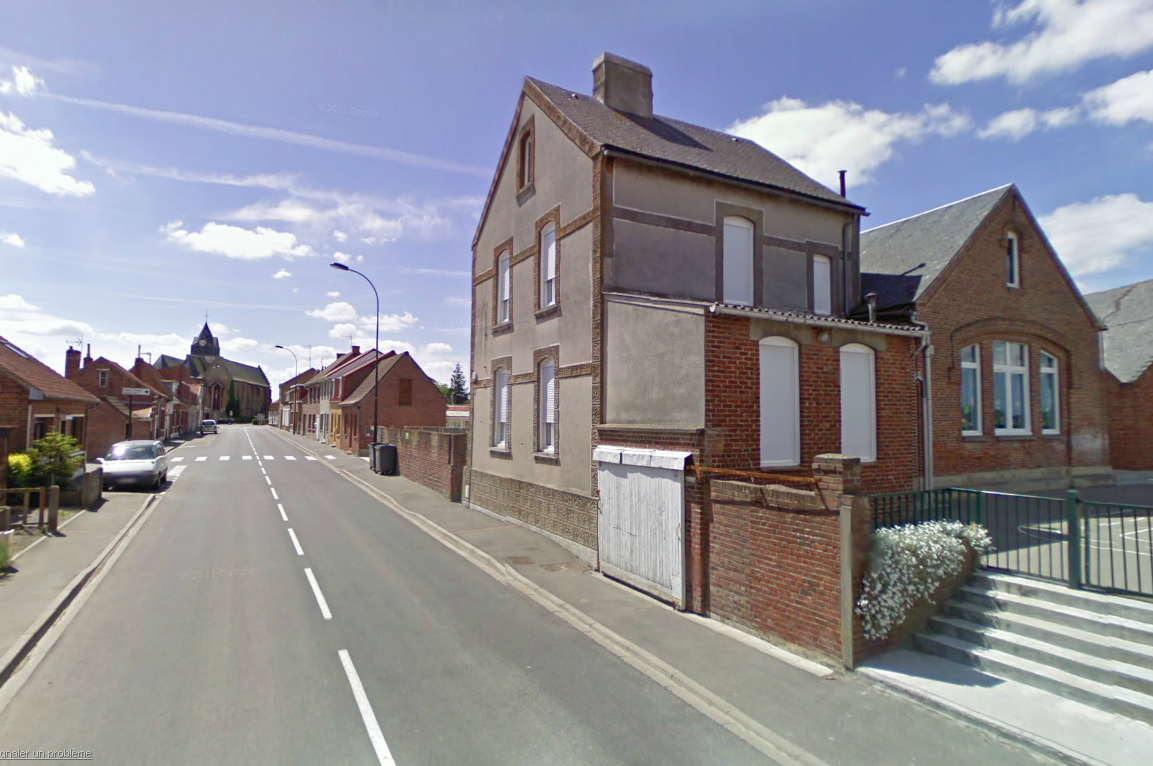
Au premier plan, l'école de Ledringhem, avec une vue sur la rue principale (route de Wormhout) et l'église en arrière-plan.

La mairie est située dans un bâtiment qui faisait anciennement office de presbytère, jusque peu après la Révolution, selon Blomme, instituteur du village de 1849 à 1854, dans sa monographie de la commune.
Le bâtiment de l'école municipale, nommée « Les boutons d'Or - Butter Bloeme », date de 1857. Toujours selon la monographie de Blomme (détails donnés au chapitre XXII, à partir de la page 145), elle a été précédée d'une école dominicale fondée en 1770 ou 1771, située sur un terrain dépendant du presbytère (actuelle mairie) et qui fut détruite en 1856 à la suite d'un arrêté préfectoral en imposant la fermeture. Une école des filles fut créée en 1881 par division de la classe de l'école mixte.
Le Paeltronck Hoeve (ferme du têtard borne, en français, de « Pael », poteau ou borne et « tronck », arbre tétard ou trogne) est une hofstède (ou ferme-manoir), c'est-à-dire la demeure d'un propriétaire terrien, et qui est typique de la zone rurale flamande. Selon Blomme, en 1896, l'hofstède est le type unique de ferme à Ledringhem. D'autres grandes fermes du village peuvent être situées au bout d'une drève, une voie privée bordée d'arbres. Néanmoins, la ferme la plus commune se situe en bord de route.

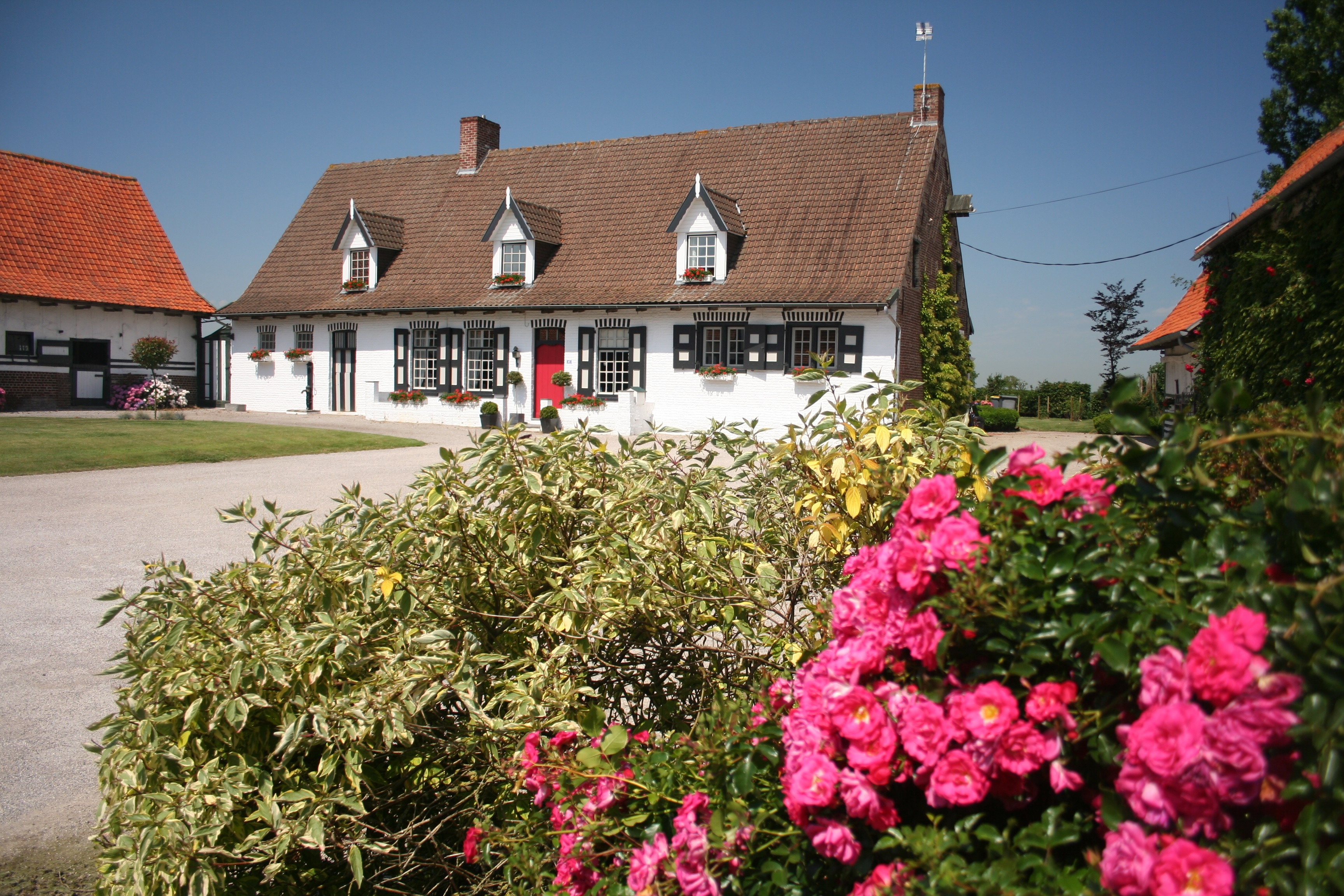
Paeltronck Hoeve.

### Patrimoine religieux
L'église a été construite en 1548, sur une embase partielle de grès ferrugineux vers l'avant et en briques rouges et jaunes. Elle est de type église-halle (hallekerque en flamand), constituée d'une nef à 3 vaisseaux de dimensions identiques, sans transept.
Diverses petites chapelles et croix sont disséminées sur le territoire de la commune.
- la chapelle à l'intersection de la rue de Wormhout et du chemin de la chapelle ;
- la chapelle du chemin des prairies,

## Urbanisme

### Typologie
Au 1er janvier 2024, Ledringhem est catégorisée commune rurale à habitat dispersé, selon la nouvelle grille communale de densité à sept niveaux définie par l'Insee en 2022.
Elle est située hors unité urbaine. Par ailleurs la commune fait partie de l'aire d'attraction de Dunkerque, dont elle est une commune de la couronne,. Cette aire, qui regroupe 66 communes, est catégorisée dans les aires de 200 000 à moins de 700 000 habitants,.
Le plan du cadastre montre que le territoire est divisé en sept grandes divisions cadastrales. La division correspondant au centre du village s'appelle AA, celles situées autour ont pour code ZA, ZB, ZC, ZD, ZE et ZH.
Un plan local d'urbanisme (PLU) de la commune date du 17 juin 2011. Il fait état des 4 types de zone : Urbaine (U), à urbaniser (AU), agricole (A) et naturelle (N). Il est décrit 3 zones à urbaniser (Chemin d’Esquelbecq, Chemin des prairies et Secteur Inter-communal – route de Wormhout).
Une modification y a été apportée en 2016 qui concerne la zone à urbaniser du Secteur Inter-communal – route de Wormhout.
Un plan local d'urbanisme intercommunal (PLUi) a été transmis en préfecture par la Communauté de communes des Hauts de Flandre le 11 juillet 2022. Celui-ci remplace le PLU de la commune. Le document décrit le maintien de deux zones à urbaniser (Chemin des prairies et Secteur Inter-communal – route de Wormhout).

## Prévention
Le plan de prévention du risque inondation (PPRI) du SAGE de l'Yser montre que les risques d'inondations sont localisés le long de la Peene Becque, les zones d'expansion étant situées au milieu des champs et les crues d’aléa étant fort. Deux zones sont plus sensiblement concernées au niveau des lieux-dits Tampon court et Oost Houck (Coin de l'Est).

## Infrastructures
- le Foyer rural Deblock (salle polyvalente) ;
- le terrain de sport avec une piste autour, un terrain de pétanque et un skatepark ;
- des bancs publics.

La commune possède un Centre communal d'action sociale, situé au niveau du Foyer Rural Deblock.

### Autres infrastructures dans les environs
La commune ne dispose pas de personnel ou de structure de santé. D'autres écoles, des collègues et lycées, des commerces, ainsi qu'une antenne de la CPAM et un EHPAD se trouvent à Wormhout. La première pierre d'une piscine intercommunale (la « piscine des Hauts-de-France ») a été posée rue d'Herzeele à Wormhout en 2020, puis l'établissement a été ouvert en janvier 2022,.

## Assainissement
La distribution de l'eau potable ainsi que le retraitement des eaux usées sont gérés par la SIDEN-SIAN. Le traitement des eaux usées se fait par le procédé des boues activées à faible charge à la station d'épuration ouverte en 2012 et située rue d'Oude Straete à Wormhout. Trois postes de relévement sont présents route de Wormhout, chemin d'Escquelbecq et rue Henri Wallaert. Les déversoirs d'orage évacuent les trop-pleins vers les fossés, puis dans la Peene Becque.
Le ramassage des ordures ménagères est géré par le SIROM Flandres Nord (Syndicat intercommunal de ramassage des ordures ménagères) dans le siège est à Wormhout.

## Économie
Il y a diverses petites entreprises dont des offres de locations ou des coiffeurs.

### Agriculture
Les principales ressources du village sont les productions agricoles. Elles incluent les céréales (blé, orge, avoine), le lin, les betteraves sucrières et fourragères, les pommes de terre, le foin, le maïs pour l'ensilage, l'horticulture et l'élevage (vaches, cochons, volailles...).
Le sol est lourd du fait de la présence de la clyte, nom en patois de l'argile yprésienne ou argile des Flandres. C'est une argile compacte mais plastique, ayant une teinte gris-bleue du fait de la présence de pyrite. Elle constitue par nature un substrat imperméable. Située seulement à quelques mètres de profondeur, elle fait que la nappe phréatique est haute. La présence de fossés et des becques permet d'évacuer une partie de l'eau excédentaire. La clyte est plus particulièrement présente dans les parties basses de la commune, le long de la Peene Becque. Au niveau des parties les plus hautes, la couche de limons est plus épaisse.

## Tourisme
Les chemins du village se prêtent bien à la pratique du vélo de détente, tandis que les deux routes (route d'Arnèke / Wormhout (D 55) et voie romaine (D 52)) sont à éviter car le trafic automobile y est constant. Les chemins d'Heenhout, de Steenvoorde et des postes (connexion avec la D 55) peuvent être utilisés pour aller vers Wormhout, le chemin de Rubrouck pour aller soit vers Wormhout vers l'est, soit vers Rubrouck, vers l'ouest (connexion avec la rue du 5 septembre 1944), le chemin des prairies (connexion avec la D 55) ou la rue Henri Wallaert (connexion avec la rue de Ledringhem) pour aller vers Arnèke, et le chemin d'Esquelbecq (connexion avec l'Ekels Drève et la rue d'Arnèke) pour aller vers Esquelbecq. En tournant à partir du chemin d'Heenhout dans la Denhout Straete, il est possible de passer de l'autre côté de la Peene becque puis, en suivant la Steenvoorde Straete, de rejoindre soit Zermezeele, via la Verone Straete, soit Hardifort, via le chemin de la Wissche.
Un rallye dit « du cœur de Flandre de Ledringhem » est aussi organisé, pour les cyclistes plus expérimentés, se déroulant autour de la date du 24 mai. Le lieu d'accueil se situe au niveau du foyer rural à Ledringhem, à 8 h.
Dans le cadre de la campagne départementale du Nord des villes et villages fleuris, Ledringhem a reçu une mention « assez bien » dans la catégorie des communes de Flandre de 500 à 1 100 habitants lors du palmarès 2019.
L'estaminet « Le Trou Flamand » ou l'auberge Du Kok-smid peuvent être des relais d'étape lors de ces diverses manifestations.
Un écomusée appelé Aux racines de la vie rurale a ouvert au 16, chemin de Rubrouck le 12 avril 2022.

### Dans les environs
Le sentier de grande randonnée le plus proche est le GR 130 (GR de l'Yser) qu'il est possible d'emprunter à Esquelbecq.
Ledringhem est à 5 km d'Esquelbecq, commune qui possède les labels « village du livre » et « village patrimoine » (ou « Charmante dorpen », label équivalent en Flandre en Belgique). Le Château d'Esquelbecq est aussi à voir à ce titre.
Une base de loisir appelée "Étang des trois sources", avec un étang de pêche, se situe à Wormhout, en face du coin de l'Est.
Le village se trouve aussi à proximité de Noordpeene, faisant aussi partie du réseau Village Patrimoine et qui abrite la Réserve naturelle régionale des Prairies du Schoubrouck.
Ledringhem se situe dans la zone des géants du Nord de la France et de Belgique. Par exemple, à Wormhout, Mélanie (1929) et le Le Roi des Mitrons (1957) sont à l'honneur lors du carnaval, à Zegerscappel, Klakke Van Zes Kappel est fêté lors de la ducasse de la Fête du pain, alors qu'à Esquelbecq, on fête Kikseki 1er.

## Associations et vie sociale
- Les Quickepitchenaeres[n 40] (association de carnavaleux) participant au Carnaval de Dunkerque, souvent placés en avant-bande des masquelours (carnavaleux de Wormhout)
- La Petite Reine Ledringhemoise (association de Cyclotourisme)
- Association Nature et Patrimoine de Ledringhem
- la fête patronale (Ducasse) a lieu le premier dimanche de juin.

## Transports
Ledringhem est desservi par la ligne scolaire 151 du réseau de bus Arc-en-Ciel (trajet Place de Ledringhem et Établissements de Bourbourg). Une aubette permet d'attendre le bus à l'abri des intempéries. La ligne 923S dessert la commune pour un trajet entre Wormhout et Watten.
Les gares les plus proches sont à Arnèke et à Esquelbecq, situées sur la ligne allant de Dunkerque  à Hazebrouck (et de là à Lille ou à Arras).
L'autoroute la plus proche est l'A25 menant de Dunkerque (via la N225) à Lille, que l'on peut prendre à Wormhout.

## OVNI
Dans le cadre du recensement des observations d'ovnis en France, un Objet Volant Non Identifié a été observé à Ledringhem le 17 avril 2011. Il s'agissait du passage d'un objet cylindrique noir au-dessus d'une maison en suivant une trajectoire rectiligne. L'observation a été catégorisée « D1 » (non identifié) par le Geipan.

### Monographie

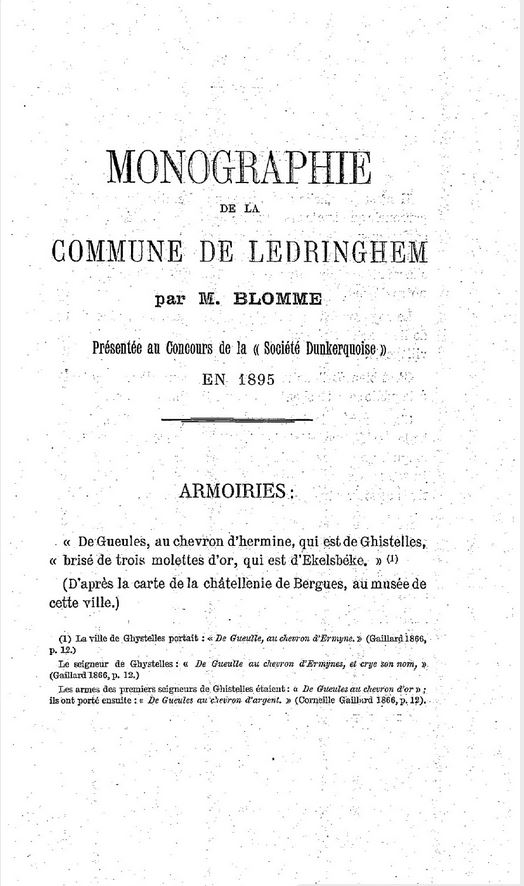
Page de titre de la Monographie de la commune de Ledringhem, par M. Blomme (1895).